# Lista över avsnitt av Bingolotto
Detta är en lista över avsnitt av Bingolotto på TV4, TV4 Plus och Sjuan. Bingolotto avsnittet 23 december 2011 säsong 42 och avsnitt 800 i TV4-gruppen. Under 2003 producerades två säsonger av Bingolotto Plus.
Förutom programmen Inför Bingolotto, Vann du på Bingolotto? och Bingolottos julkalender har det producerats åtta relaterade program till Bingolotto, två sommarsäsonger och en videoutgåva. Uppgifterna om tittarsiffrorna som anges gäller medelvärdet/snittsiffran och inte den högsta toppnoteringen.
Den allra högsta tittarsiffran som någonsin uppmätts för "Bingolotto" ligger på 3,145 miljoner tittare juluppesittarkvällen den 23 december 1995. Det minst sedda avsnittet i TV4 är guldkvällen den 24 april 2011 med 276 000 tittare. Av avsnitten i TV4 Plus är det programmet som sändes 24 maj 2008 som har haft lägst tittarsiffror med 91 000 tittare, det mest sedda avsnittet i kanalen var säsongsstarten den 11 januari 2009 som sågs av 468 000 tittare, vilket även är tittarrekordet för TV4 Plus.
Säsongerna 35 – 40 hade de flesta program en huvudgäst, denna person är markerad med kursivtext.

## Säsonger
I listan redovisas sändningsdatumen för TV-avsnitten i TV4 (om inte annat anges), samt för flera avsnitt medverkade som inte tillhör produktionen och vinnare eller medlemmar ur det svenska föreningslivet som inte är av betydelse.

### Säsong 1
| Nr       | Medverkande                                           | Sändningsdatum   |
| -------- | ----------------------------------------------------- | ---------------- |
| 1 - 101  | Spotlight                                             | 19 oktober 1991  |
| 2 - 102  | Spotlight                                             | 26 oktober 1991  |
| 3 - 103  | Spotlight                                             | 2 november 1991  |
| 4 - 104  | Spotlight och Alf Robertson                           | 9 november 1991  |
| 5 - 105  | Spotlight                                             | 16 november 1991 |
| 6 - 106  | Spotlight och Kai Robert                              | 23 november 1991 |
| 7 - 107  | Spotlight                                             | 30 november 1991 |
| 8 - 108  | Spotlight och Bjarne Lundqvist                        | 7 december 1991  |
| 9 - 109  | Spotlight, Göteborgs Luciatrupp och Catarina Reimertz | 14 december 1991 |
| 10 - 110 | Catarina Reimertz och Spotlight                       | 21 december 1991 |

### Säsong 2
| Nr       | Medverkande                                                  | Sändningsdatum   |
| -------- | ------------------------------------------------------------ | ---------------- |
| 11 - 201 | Spotlight                                                    | 18 januari 1992  |
| 12 - 202 | Spotlight                                                    | 25 januari 1992  |
| 13 - 203 |                                                              | 1 februari 1992  |
| 14 - 204 | Arvingarna                                                   | 8 februari 1992  |
| 15 - 205 |                                                              | 15 februari 1992 |
| 16 - 206 |                                                              | 22 februari 1992 |
| 17 - 207 | Schytts                                                      | 29 februari 1992 |
| 18 - 208 | Flamingokvintetten                                           | 7 mars 1992      |
| 19 - 209 | Flamingokvintetten                                           | 14 mars 1992     |
| 20 - 210 | Flamingokvintetten                                           | 21 mars 1992     |
| 21 - 211 | Flamingokvintetten                                           | 28 mars 1992     |
| 22 - 212 | Tutti Frutti Boys                                            | 4 april 1992     |
| 23 - 213 | Tutti Frutti Boys                                            | 11 april 1992    |
| 24 - 214 |                                                              | 18 april 1992    |
| 25 - 215 |                                                              | 25 april 1992    |
| 26 - 216 |                                                              | 2 maj 1992       |
| 27 - 217 | Alf Robertson                                                | 9 maj 1992       |
| 28 - 218 |                                                              | 16 maj 1992      |
| 29 - 219 |                                                              | 23 maj 1992      |
| 30 - 220 | Björn Nordstrand, Jenny Wallin, Spotlight och Thomas Ravelli | 30 maj 1992      |

### Säsong 3
| Nr       | Medverkande | Sändningsdatum    |
| -------- | --- | ----------------- |
| 31 - 301 | Seastars | 5 september 1992  |
| 32 - 302 | Streaplers | 12 september 1992 |
| 33 - 303 | Matz Bladhs | 19 september 1992 |
| 34 - 304 | Arvingarna | 26 september 1992 |
| 35 - 305 | Samarkand och Janne Lucas Persson                                                                                    | 3 oktober 1992    |
| 36 - 306 | Flamingokvintetten                                                                                                   | 10 oktober 1992   |
| 37 - 307 | Christie | 17 oktober 1992   |
| 38 - 308 | Norrsken | 24 oktober 1992   |
| 39 - 309 | Tiffany | 31 oktober 1992   |
| 40 - 310 | Schytts | 7 november 1992   |
| 41 - 311 | Sounders | 14 november 1992  |
| 42 - 312 | Arvingarna | 21 november 1992  |
| 43 - 313 | Direktsändes ifrån Elmia mässan i Jönköping och gästades av dansbandet Bjarnes                                       | 28 november 1992  |
| 44 - 314 | Drifters | 5 december 1992   |
| 45 - 315 | Streaplers | 12 december 1992  |
| 46 - 316 | Direktsändes ifrån Kongresshallen i Göteborg och gästades av bl.a. Agneta Sjödin, Flamingokvintetten och Jan Carlzon | 19 december 1992  |

### Säsong 4
| Nr       | Medverkande                                                                                                  | Sändningsdatum   |
| -------- | --- | ---------------- |
| 47 - 401 | Leif "Loket" Olsson och Spotlight                                                                            | 9 januari 1993   |
| 48 - 402 | Mats Henriks                                                                                                 | 16 januari 1993  |
| 49 - 403 | Curt Haagers                                                                                                 | 23 januari 1993  |
| 50 - 404 | Rune Jörgensson                                                                                              | 30 januari 1993  |
| 51 - 405 | Arvingarna                                                                                                   | 6 februari 1993  |
| 52 - 406 | Matz Bladhs                                                                                                  | 13 februari 1993 |
| 53 - 407 | Seastars | 20 februari 1993 |
| 54 - 408 | Schytts | 27 februari 1993 |
| 55 - 409 | Bhonus | 6 mars 1993      |
| 56 - 410 | Göran Lindbergs orkester                                                                                     | 13 mars 1993     |
| 57 - 411 | Kellys | 20 mars 1993     |
| 58 - 412 | Safir med Olle Pilebo                                                                                        | 27 mars 1993     |
| 59 - 413 | Nick Borgens                                                                                                 | 3 april 1993     |
| 60 - 414 | Tiffany | 10 april 1993    |
| 61 - 415 | Kurt Borkman och Help                                                                                        | 17 april 1993    |
| 62 - 416 | Streaplers                                                                                                   | 24 april 1993    |
| 63 - 417 | Flamingokvintetten                                                                                           | 1 maj 1993       |
| 64 - 418 | Papa O | 8 maj 1993       |
| 65 - 419 | Chiquita | 15 maj 1993      |
| 66 - 420 | Alf Robertsson, Björn Nordstrand, Per-Erik Mohlin, Fred Andersson, Spotlight, Gert Eklund, Sven-Åke Karlsson | 22 maj 1993      |

### Säsong 5
| Nr       | Medverkande | Sändningsdatum    |
| -------- | --- | ----------------- |
| 67 - 501 | Arvingarna, Fred Andersson och Jörgen Mörnbäck                                                                                               | 4 september 1993  |
| 68 - 502 | Dannys | 11 september 1993 |
| 69 - 503 | Matz Bladhs | 18 september 1993 |
| 70 - 504 | Fernandoz och Jörgen Mörnbäck | 25 september 1993 |
| 71 - 505 | Christina Lindbergs | 2 oktober 1993    |
| 72 - 506 | Grönwalls | 9 oktober 1993    |
| 73 - 507 | Bjarnes | 16 oktober 1993   |
| 74 - 508 | Roland Cedermark | 23 oktober 1993   |
| 75 - 509 | Lasse Stefanz | 30 oktober 1993   |
| 76 - 510 | Thor Görans | 6 november 1993   |
| 77 - 511 | Kellys, Mats Wallin och Jörgen Mörnbäck | 13 november 1993  |
| 78 - 512 | Drifters, The Flying Eagles, Brunnsbo musikklasser, Jörgen Mörnbäck, Commedla och Sandra Oxenryd                                             | 20 november 1993  |
| 79 - 513 | Sannex | 27 november 1993  |
| 80 - 514 | Bodil Hovenlids | 4 december 1993   |
| 81 - 515 | Schytts | 11 december 1993  |
| 82 - 516 | Göran Lindbergs orkester | 18 december 1993  |
| 82 - 516 | Lokets Uppesittarkväll Lasse Berghagen, Kikki Danielsson, Anna-Greta Leijon, Lars Roos, Galenskaparna, Christer Sjögren och Drottning Silvia | 23 december 1993  |

### Säsong 6
| Nr        | Medverkande                                                               | Sändningsdatum   |
| --------- | ------------------------------------------------------------------------- | ---------------- |
| 83 - 601  | Jenny Öhlund och Candela, Bosse Nilsson, Henrik Larsson och Urban Strandh | 8 januari 1994   |
| 84 - 602  | Von Belts                                                                 | 15 januari 1994  |
| 85 - 603  | Lisbeth Jagedal och Pools                                                 | 22 januari 1994  |
| 86 - 604  | Towe Widerbergs                                                           | 29 januari 1994  |
| 87 - 605  | Sten & Stanley                                                            | 5 februari 1994  |
| 88 - 606  | Amadeus och Ann-Cathrine Wiklander                                        | 12 februari 1994 |
| 89 - 607  | Helene & gänget                                                           | 19 februari 1994 |
| 90 - 608  | Leif Bloms                                                                | 26 februari 1994 |
| 91 - 609  | Tiffany                                                                   | 5 mars 1994      |
| 92 - 610  | Seastars                                                                  | 12 mars 1994     |
| 93 - 611  | Nick Borgens                                                              | 19 mars 1994     |
| 94 - 612  | Sven-Ingvars                                                              | 26 mars 1994     |
| 95 - 613  | Black Jack                                                                | 2 april 1994     |
| 96 - 614  | Wizex                                                                     | 9 april 1994     |
| 97 - 615  | Curt Haagers                                                              | 16 april 1994    |
| 98 - 616  | Thorleifs                                                                 | 23 april 1994    |
| 99 - 617  | Flamingokvintetten                                                        | 30 april 1994    |
| 100 - 618 | Björn Nordstrand, Lennart Karlberg och Soundix                            | 7 maj 1994       |
| 101 - 619 | Drifters och Marie Arturén                                                | 14 maj 1994      |
| 102 - 620 | Berth Idoffs, Björn Svensson och Kjell Glennert                           | 21 maj 1994      |

### Säsong 7
| Nr        | Medverkande | Sändningsdatum    |
| --------- | --- | ----------------- |
| 103 - 701 | Arvingarna och Roland Nilsson                                                                                             | 3 september 1994  |
| 104 - 702 | Kikki Danielsson | 10 september 1994 |
| 105 - 703 | Matz Bladhs | 17 september 1994 |
| 106 - 704 | Hermans | 24 september 1994 |
| 107 - 705 | Jubilee | 1 oktober 1994    |
| 108 - 706 | Barbados | 8 oktober 1994    |
| 109 - 707 | Shanes | 15 oktober 1994   |
| 110 - 708 | Sannex | 22 oktober 1994   |
| 111 - 709 | Lotta Engberg, Sten Nilsson, Sven-Ingvars och Tony Eriksson                                                               | 29 oktober 1994   |
| 112 - 710 | Christina Lindbergs | 5 november 1994   |
| 113 - 711 | Fernandoz | 12 november 1994  |
| 114 - 712 | Streaplers | 19 november 1994  |
| 115 - 713 | Grönwalls | 26 november 1994  |
| 116 - 714 | Göran Lindbergs | 3 december 1994   |
| 117 - 715 | Lotta Engbergs orkester                                                                                                   | 10 december 1994  |
| 118 - 716 | Björn Nordstrand, Bosse Karlsson, Harald Treutiger, Jens Wadstedt, Jenny Öhlund, Per Westberg, Schytts och Sven Hertzberg | 17 december 1994  |

### Säsong 8
| Nr        | Medverkande | Sändningsdatum   |
| --------- | --- | ---------------- |
| 119 - 801 | Thorleifs | 7 januari 1995   |
| 120 - 802 | Candela | 14 januari 1995  |
| 121 - 803 | Bodil Hovenlids | 21 januari 1995  |
| 122 - 804 | Tommys | 28 januari 1995  |
| 123 - 805 | Helene & gänget | 4 februari 1995  |
| 124 - 806 | Svänzons | 11 februari 1995 |
| 125 - 807 | Curt Haagers | 18 februari 1995 |
| 126 - 808 | Ann-Cathrine Wiklanders, Thomas Ravelli, Stefan Cederlöv och Christer Nylander                                     | 25 februari 1995 |
| 127 - 809 | Towe Widerbergs | 4 mars 1995      |
| 128 - 810 | Anders Engbergs | 11 mars 1995     |
| 129 - 811 | Lasse Stefanz | 18 mars 1995     |
| 130 - 812 | Linderz, Roland Cedermark och Rose-Marie Stråhle                                                                   | 25 mars 1995     |
| 131 - 813 | Nick Borgrens | 1 april 1995     |
| 132 - 814 | Wizex | 8 april 1995     |
| 133 - 815 | Lasse Trofasts | 15 april 1995    |
| 134 - 816 | Sten & Stanley | 22 april 1995    |
| 135 - 817 | Mats Rådberg och Rankarna                                                                                          | 29 april 1995    |
| 136 - 818 | Flamingokvintetten                                                                                                 | 6 maj 1995       |
| 137 - 819 | Drifters och Marie Arturén                                                                                         | 13 maj 1995      |
| 138 - 820 | Arne Ljungqvist, Göran Claeson, Kellys, Lasse Berghagen och Nils Dahlbeck                                          | 20 maj 1995      |
|           | Bingolottos Återvinst Jan Stenberg, Sven-Ingvars, Lotta Engberg, Sten Nilsson, Tony Eriksson och Sven-Åke Lundbäck | 10 juni 1995     |

### Säsong 9
| Nr        | Medverkande | Sändningsdatum    |
| --------- | --- | ----------------- |
| 139 - 901 | Bakom Bingolotto Arvingarna, Barbados, Lars Westman, Lasse Berghagen, Lotta Engberg, Sten Nilsson, Sven-Ingvars och Tony Eriksson | 26 augusti 1995   |
| 139 - 901 | Martinez, Pontus Kåmark och Jesper Blomqvist | 2 september 1995  |
| 140 - 902 | Christina Lindberg och Fernandoz | 9 september 1995  |
| 141 - 903 | Kikki Danielsson och Roosarna | 16 september 1995 |
| 142 - 904 | Thorleifs | 23 september 1995 |
| 143 - 905 | Göran Lindbergs orkester | 30 september 1995 |
| 144 - 906 | Umberto Marcato och Valentions | 7 oktober 1995    |
| 145 - 907 | Thor Görans | 14 oktober 1995   |
| 146 - 908 | Grönwalls | 21 oktober 1995   |
| 147 - 909 | Arvingarna | 28 oktober 1995   |
| 148 - 910 | Gert Lengstrand och Streaplers | 4 november 1995   |
| 149 - 911 | Vakant | 11 november 1995  |
| 150 - 912 | Matz Bladhs | 18 november 1995  |
| 151 - 913 | Barbados | 25 november 1995  |
| 152 - 914 | Berth Idoffs och Hasse Andersson | 2 december 1995   |
| 153 - 915 | Sven-Ingvars | 9 december 1995   |
| 154 - 916 | Vikingarna | 16 december 1995  |
| 155 - 917 | Carl XVI Gustaf, Christer Sjögren, Christina Dawson, Fredrik Ohlsson, Göran Lindberg, Göteborgs domkyrkas gosskör, Ingemar Grahn, Kikki Danielsson, Kim Strandberg, Lars Roos, Legatokören, Lennart Olsson, Siw Malmkvist, Stefan Arwidson, Sven Slättengren | 23 december 1995  |

### Säsong 10
| Nr         | Medverkande | Sändningsdatum   |
| ---------- | --- | ---------------- |
| 156 - 1001 | Candela, Thomas Wassberg, Sven Slättengren och Torgny Mogren                                                                                           | 13 januari 1996  |
| 157 - 1002 | Schytts | 20 januari 1996  |
| 158 - 1003 | Towe Widerbergs | 27 januari 1996  |
| 159 - 1004 | Martys och Sussie Rhodin | 3 februari 1996  |
| 160 - 1005 | Trond Erics | 10 februari 1996 |
| 161 - 1006 | Tonix | 17 februari 1996 |
| 162 - 1007 | Jan Malmsjö | 24 februari 1996 |
| 163 - 1008 | Mickeys, Mathias Fredriksson, Lill-Babs och Håkan Loob                                                                                                 | 2 mars 1996      |
| 164 - 1009 | Drifters | 9 mars 1996      |
| 165 - 1010 | Tiffanys | 16 mars 1996     |
| 166 - 1011 | Lotta Engbergs, Per Carlén och Pernilla Emme | 23 mars 1996     |
| 167 - 1012 | Curt Haagers | 30 mars 1996     |
| 168 - 1013 | Simons | 6 april 1996     |
| 169 - 1014 | Black Jack | 13 april 1996    |
| 170 - 1015 | Wizex | 20 april 1996    |
| 171 - 1016 | Ann-Cathrine Wiklanders | 27 april 1996    |
| 172 - 1017 | Flamingokvintetten | 4 maj 1996       |
| 173 - 1018 | Anders Engbergs | 11 maj 1996      |
| 174 - 1019 | Lasse Berghagen | 18 maj 1996      |
| 175 - 1020 | Bitvis, Erik Jungåker, Kee Marcello, Per Carlén, GöteborgsMusiken, Gert Eklund, Hans Josefsson, Mikael Nord Andersson, Sara Wedlund och Sten & Stanley | 25 maj 1996      |
| 176 - 1021 | Henrik Åberg och Pierre Eriksson | 1 juni 1996      |

### Säsong 11
| Nr         | Medverkande | Sändningsdatum    |
| ---------- | --- | ----------------- |
| 177 - 1101 | Kikki Danielssons orkester | 31 augusti 1996   |
| 178 - 1102 | Arvingarna | 7 september 1996  |
| 179 - 1103 | Jerry Williams | 14 september 1996 |
| 180 - 1104 | Helene & gänget | 21 september 1996 |
| 181 - 1105 | Black Jack | 28 september 1996 |
| 182 - 1106 | Streaplers | 5 oktober 1996    |
| 183 - 1107 | Sten & Stanley | 12 oktober 1996   |
| 184 - 1108 | Alf Robertson, Spotlight, Hasse Andersson, Thomas Ravelli, Pontus Kåmark, Arne Ljungqvist, Niclas Alexandersson, Jesper Blomqvist, Gert Eklund och Lars Weiss                                                                     | 19 oktober 1996   |
| 185 - 1109 | Lasse Stefanz och Hasse Andersson | 26 oktober 1996   |
| 186 - 1110 | Juniors | 2 november 1996   |
| 187 - 1111 | Matz Bladhs | 9 november 1996   |
| 188 - 1112 | Nick Borgen | 16 november 1996  |
| 189 - 1113 | Christer Sjögren, Annika Duckmark, Bertil Johansson, Bengt Berndtsson, Ralf Edström, Karl-Alfred Jacobsson, Torbjörn Nilsson | 23 november 1996  |
| 190 - 1114 | Thor Görans, Bertil Johansson, Bengt Berndtsson, Ralf Edström, Karl-Alfred Jacobsson och Torbjörn Nilsson | 30 november 1996  |
| 191 - 1115 | Anders Engbergs | 7 december 1996   |
| 192 - 1116 | Sven-Ingvars | 14 december 1996  |
| 193 - 1117 | Uppesittarkväll Arne Domnérus, Christina Dawson, Dan Evmark, Göteborgs domkyrkas gosskör, Hans Oden, Janne Lundgren, Lars Roos, Lasse Lönndahl, Lennart Olsson, Martin Törnqvist, Putte Wickman, Sanna Nielsen och Sofia Källgren | 23 december 1996  |

### Säsong 12
| Nr         | Medverkande | Sändningsdatum   |
| ---------- | --- | ---------------- |
| 194 - 1201 | Bengt Berntsson, Bertil Johansson, Karl-Alfred Jacobsson, Ralf Edström, Thorleifs, Torbjörn Nilsson | 11 januari 1997  |
| 195 - 1202 | Bengt Berntsson, Bertil Johansson, Karl-Alfred Jacobsson, Kellys, Ralf Edström och Torbjörn Nilsson | 18 januari 1997  |
| 196 - 1203 | Candela | 25 januari 1997  |
| 197 - 1204 | Totta Näslund | 1 februari 1997  |
| 198 - 1205 | Tommys | 8 februari 1997  |
| 199 - 1206 | Lotta Engbergs | 15 februari 1997 |
| 200 - 1207 | Seastars | 22 februari 1997 |
| 201 - 1208 | Arvingarna, Barbados, Björn Sprängare, Thomas Wassberg, Torgny Mogren, Henrik Åberg, Jan Malmsjö, Nick Borgens orkester, Nils Dahlbeck, Lasse Berghagen, Lasse Brandeby, Lotta Engberg, Flamingokvintetten , Sten & Stanley, Sven-Ingvars, Thorleifs och Vikingarna | 1 mars 1997      |
| 202 - 1209 | Wizex | 8 mars 1997      |
| 203 - 1210 | Christina Lindberg | 15 mars 1997     |
| 204 - 1211 | Grönwalls, Bengt Berntsson, Bertil Johansson, Karl-Alfred Jacobsson, Ralf Edström, Torbjörn Nilsson, Stefan Cederlöv | 22 mars 1997     |
| 205 - 1212 | Tony Eriksson | 29 mars 1997     |
| 206 - 1213 | Flamingokvintetten | 5 april 1997     |
| 207 - 1214 | Barbados | 12 april 1997    |
| 208 - 1215 | Hasse Andersson | 19 april 1997    |
| 209 - 1216 | Roland Cedermark | 26 april 1997    |
| 210 - 1217 | Höilands | 3 maj 1997       |
| 211 - 1218 | Fernandoz | 10 maj 1997      |
| 212 - 1219 | Stefan Borsch | 17 maj 1997      |
| 213 - 1220 | Anna Lindberg, Lasse Berghagen, Lasse Kronér, Tomas Ohlsson, Lennart Lindberg, Magnus Pettersson, Ulrika Knape, Mats Paulson, Marks Orkesterförening, Musikskolans sånggrupp och Stig Pettersson                                                                    | 24 maj 1997      |
| 214 - 1221 | Vann du på Bingolotto? Göteborgs domkyrkas gosskör, Stefan Nieminen, Pierre Eriksson och Rolf Jardemark | 31 maj 1997      |

### Säsong 13
| Nr         | Medverkande | Sändningsdatum    |
| ---------- | --- | ----------------- |
| 215 - 1301 | Björn Skifs, Bengt Palmers och Jan Boklöv | 30 augusti 1997   |
| 216 - 1302 | Joyride, Anders Gärderud, Matz-Ztefanz med Lailaz och Stakka Bo                                                                                                 | 6 september 1997  |
| 217 - 1303 | Streaplers | 13 september 1997 |
| 218 - 1304 | Matz Bladhs | 20 september 1997 |
| 219 - 1305 | Drifters | 27 september 1997 |
| 220 - 1306 | Helene & gänget | 4 oktober 1997    |
| 221 - 1307 | Tommy Körberg | 11 oktober 1997   |
| 222 - 1308 | Nick Borgen och Tommy Körberg | 18 oktober 1997   |
| 223 - 1309 | Vikingarna | 25 oktober 1997   |
| 224 - 1310 | Henrik Åberg | 1 november 1997   |
| 225 - 1311 | Boogart | 8 november 1997   |
| 226 - 1312 | Arvingarna | 15 november 1997  |
| 227 - 1313 | Sten & Stanley | 22 november 1997  |
| 228 - 1314 | Curt Haagers | 29 november 1997  |
| 229 - 1315 | Kikki Danielsson | 6 december 1997   |
| 230 - 1316 | Sven-Ingvars | 13 december 1997  |
| 231 - 1317 | Dansbandslaget, Ingmar Nordströms och Lennart Lindberg | 20 december 1997  |
| 232 - 1318 | Uppesittarkväll Tito Beltrán , Dana Dragomir , Dansbandslaget, Eddie Oliva, Ingmar Nordströms , Christina Dawson, Lotta Engberg och Göteborgs domkyrkas gosskör | 23 december 1997  |

### Säsong 14
| Nr         | Medverkande | Sändningsdatum   |
| ---------- | --- | ---------------- |
| 233 - 1401 | Anna Lindberg, Erik Frank, Ingmar Nordströms och Pierre Eriksson                                                                | 10 januari 1998  |
| 234 - 1402 | Lena Philipsson | 17 januari 1998  |
| 235 - 1403 | Anna Lindberg och Barbados | 24 januari 1998  |
| 236 - 1404 | Östen Warnerbring | 31 januari 1998  |
| 237 - 1405 | Fernandoz | 7 februari 1998  |
| 238 - 1406 | Mats Rådberg | 14 februari 1998 |
| 239 - 1407 | Lotta Engbergs | 21 februari 1998 |
| 240 - 1408 | Jan Malmsjö | 28 februari 1998 |
| 241 - 1409 | Wizex | 7 mars 1998      |
| 242 - 1410 | Ann-Louise Hanson, Lill-Babs och Siw Malmkvist                                                                                  | 14 mars 1998     |
| 243 - 1411 | Lasse Stefanz och Christina Lindberg                                                                                            | 21 mars 1998     |
| 244 - 1412 | Sonya Hedenbratt och Vakant | 28 mars 1998     |
| 245 - 1413 | Nick Borgen och Martin Melin | 4 april 1998     |
| 246 - 1414 | Cleo & grabbarna | 11 april 1998    |
| 247 - 1415 | Schytts och Jill Johnson | 18 april 1998    |
| 248 - 1416 | Sven-Bertil Taube | 25 april 1998    |
| 249 - 1417 | Thorleifs | 2 maj 1998       |
| 250 - 1418 | Matz-Ztefanz | 9 maj 1998       |
| 251 - 1419 | Flamingokvintetten | 16 maj 1998      |
| 252 - 1420 | Elisabeth Andreassen, Gert Eklund, Jan Scherman, Johanna Sjöberg, Lasse Berghagen, Lodolakören, Martin Örnroth och Per Elofsson | 23 maj 1998      |
| 253 - 1421 | Vann du på Bingolotto? Pierre Eriksson, Rolf Jardemark, Göteborgs Gosskör och Matilda Ekehorn                                   | 30 maj 1998      |

### Säsong 15
| Nr         | Medverkande | Sändningsdatum    |
| ---------- | --- | ----------------- |
|            | Bingolotto - fenomenet | 26 augusti 1998   |
| 254 - 1501 | Jessica Einarsson, Thomas Ravelli, Josefine Sundström, Mikael Nord Andersson, och Sven-Ingvars                               | 29 augusti 1998   |
| 255 - 1502 | Arja Saijonmaa, Casanovas och Josefine Sundström                                                                             | 5 september 1998  |
| 256 - 1503 | Freestyle och Kellys | 12 september 1998 |
| 257 - 1504 | Kikki Danielsson och Dr. Alban                                                                                               | 19 september 1998 |
| 258 - 1505 | Robert Wells, Avec och Anders Berglund                                                                                       | 26 september 1998 |
| 259 - 1506 | Karin Glenmark och Lasse Stefanz                                                                                             | 3 oktober 1998    |
| 260 - 1507 | Julio Iglesias | 10 oktober 1998   |
| 261 - 1508 | Soca Rebels, Östen med Resten och Jorden Runt!                                                                               | 17 oktober 1998   |
| 262 - 1509 | Vikingarna och Jennifer Paige                                                                                                | 24 oktober 1998   |
| 263 - 1510 | Carola Häggkvist | 31 oktober 1998   |
| 264 - 1511 | Boppers och Grönwalls | 7 november 1998   |
| 265 - 1512 | Sten & Stanley och Joe Labero                                                                                                | 14 november 1998  |
| 266 - 1513 | Anders Engbergs orkester och Lutricia McNeal                                                                                 | 21 november 1998  |
| 267 - 1514 | Black Jack och Cyndee Peters                                                                                                 | 28 november 1998  |
| 268 - 1515 | Kindbergs och Peter Harryson                                                                                                 | 5 december 1998   |
| 269 - 1516 | Göteborgs Lucia och Tommys                                                                                                   | 12 december 1998  |
| 270 - 1517 | Lotta Engberg, Pernilla Emme och Staffan Larsson                                                                             | 19 december 1998  |
| 271 - 1518 | Uppesittarkväll Bengt Buskas, Chalmers Sångkör, Emilia, Jörgen Mörnbäck, Roger Pontare, Solveig Törnström och The Real Group | 23 december 1998  |

### Säsong 16
| Nr         | Medverkande | Sändningsdatum   |
| ---------- | --- | ---------------- |
| 272 - 1601 | Galenskaparna och After Shave, Johanna Sjöberg | 16 januari 1999  |
| 273 - 1602 | Orsa Spelmän | 23 januari 1999  |
| 274 - 1603 | Fernandoz | 30 januari 1999  |
| 275 - 1604 | Chicago | 6 februari 1999  |
| 276 - 1605 | Paula & co | 13 februari 1999 |
| 277 - 1606 | Danne Stråhed | 20 februari 1999 |
| 278 - 1607 | Streaplers | 27 februari 1999 |
| 279 - 1608 | Cleo & Grabbarna, Wayne Gretzky, Staffan Larsson, Thomas G:son och Drömhus | 6 mars 1999      |
| 280 - 1609 | Matz Bladhs | 13 mars 1999     |
| 281 - 1610 | Wizex | 20 mars 1999     |
| 282 - 1611 | Lotta Engbergs | 27 mars 1999     |
| 283 - 1612 | Billie Piper och Joyride | 3 april 1999     |
| 284 - 1613 | Schytts, Siw Malmkvist, Siv Venberg, Mats Wedin, Karin Starrin, Agneta Sjödin och Bengt Magnusson                                                                                     | 10 april 1999    |
| 285 - 1614 | Helene & gänget och Martin Svensson | 17 april 1999    |
| 286 - 1615 | Barbados | 24 april 1999    |
| 287 - 1616 | Hasse Andersson, Monica Forsberg och Thorleifs | 1 maj 1999       |
| 288 - 1617 | Arrival och Lena Pålssons | 8 maj 1999       |
| 289 - 1618 | Tommy Nilsson | 15 maj 1999      |
| 290 - 1619 | Lill-Babs | 22 maj 1999      |
| 291 - 1620 | Ricky Martin och Bhonus | 29 maj 1999      |
| 292 - 1621 | Anja Pärson, Arne Ljungqvist, Fredrik Ljungberg, Jan Scherman, Johan Landberg, Lasse Berghagen, Lasse Kronér, Rune Gordem, Tina Leijonberg och Gert Eklund                            | 5 juni 1999      |
|            | Lokets bästa Elisabeth Andreassen, Jan Malmsjö, Lars Westman, Lasse Berghagen, Lena Philipsson, Lotta Engberg, Siw Malmkvist, Sten Nilsson, Sven-Ingvars, Thorleifs och Tony Eriksson | 11 juni 1999     |
| 292 - 1622 | Vann du på Bingolotto? Christer Sjögren, Lasse Berghagen, Lotta Engberg, Tina Leijonberg, Pierre Eriksson och Vikingarna                                                              | 12 juni 1999     |

### Säsong 17
| Nr         | Medverkande | Sändningsdatum    |
| ---------- | --- | ----------------- |
|            | Bakom Bingolotto Bertil Kristiansson och Torbjörn Nilsson | 26 augusti 1999   |
| 293 - 1701 | Magnus Wislander, Thomas Di Leva, Thomas Ravelli, Vikingarna och Åke Svanstedt | 28 augusti 1999   |
| 294 - 1702 | Andrea Bocelli, Charlotte Nilsson, Magnus Jakobsson och Stefan Holm | 4 september 1999  |
| 295 - 1703 | Smokie, Mikael Håkansson, Stefan Larsson, Andrea Bocelli, Wille Crafoord och Stig H Johansson | 11 september 1999 |
| 296 - 1704 | Michael Learns to Rock, Martin Lidberg, Mikael Ljungberg, Per-Åke Holmsten och Totta Näslund | 18 september 1999 |
| 297 - 1705 | Annie, Eldkvarn, Sound Express, Sven-Bertil Taube och Lotta Engberg, Per Oscarsson, Stig H Johansson, Marcus Allbäck, Christopher Solberg, Henrik Bertilsson och Göran Fristorp                                                                                       | 25 september 1999 |
| 298 - 1706 | Arvingarna, Toto, Lars Karlsson och Örjan Kihlström | 2 oktober 1999    |
| 299 - 1707 | Friends och Joe Cocker | 9 oktober 1999    |
| 300 - 1708 | Monica Starck, Peter Jöback och Sten Nilsson | 16 oktober 1999   |
| 301 - 1709 | Erik Amarillo, Martinez, Roger Pontare och Tina Leijonberg | 23 oktober 1999   |
| 302 - 1710 | Casanovas, Dos Flamingos, Göteborgs gosskör, Jessica Folcker, Jim Frick, Peter Johansson, Peter Lundblad, Sara Fyhr, Sofia Lind, och Staffan Larsson | 30 oktober 1999   |
| 303 - 1711 | Göteborgs salongsorkester, Lasse Lönndahl, Linda Lampenius, Leif "Loket" Olsson, Micael Stjernström och Tommy Körberg | 6 november 1999   |
| 304 - 1712 | Tommy Körberg och Wizex | 13 november 1999  |
| 305 - 1713 | Kellys och Vonda Shepard | 20 november 1999  |
| 306 - 1714 | Oslo Gospel Choir, Sissel Kyrkjebø, Wahlströms och Yoshikazu Mera | 27 november 1999  |
| 307 - 1715 | Pontus Lindkvist och Lasse Stefanz | 4 december 1999   |
| 308 - 1716 | Carola, David Bowie och Hasse Alfredson | 11 december 1999  |
| 309 - 1717 | Dan Bornemark, Freddie Wadling, Gullan Bornemark och Roxette | 18 december 1999  |
| 310 - 1718 | Uppesittarkväll Adolphson-Falk, Claire Wikholm, Erik Gadd, Jan Bylund, Jörgen Mörnbäck, Lasse Brandeby, Leif Mannerström, Mi Ridell, Oslo Gospel Choir, Per Oscarsson, Sissel Kyrkjebø, Stefan Ljungqvist, Tintin Anderzon, Viktoria Tolstoy, Voice Boys och Åsa Fång | 23 december 1999  |
| 311 - 1719 | Millenniumlotteriet Per Oscarsson, Åsa Fång, Monica Zetterlund, David Bowie, Ingvar Oldsberg, Alexandra Zazzi, Joakim Geigert, Ulf Dohlsten, Drömhus och Nils Thynell                                                                                                 | 31 december 1999  |

### Säsong 18
| Nr         | Medverkande | Sändningsdatum   |
| ---------- | --- | ---------------- |
| 312 - 1801 | Tommy Nilsson och Wizex | 15 januari 2000  |
| 313 - 1802 | Schytts och Weeping Willows | 22 januari 2000  |
| 314 - 1803 | Anna Book, Jill Johnson och The Missing Fortnight | 29 januari 2000  |
| 315 - 1804 | Antique och Barbados | 5 februari 2000  |
| 316 - 1805 | Markoolio och Pugh Rogefeldt | 12 februari 2000 |
| 317 - 1806 | Andreas Johnson och Sound Express | 19 februari 2000 |
| 318 - 1807 | Filippa Giordano, Susanne Alfvengren och Thorleifs | 26 februari 2000 |
| 319 - 1808 | Grönwalls och Savage Garden | 4 mars 2000      |
| 320 - 1809 | Christer Björkman och Richard Herrey | 11 mars 2000     |
| 321 - 1810 | Johnny Logan och Riverdance | 18 mars 2000     |
| 322 - 1811 | Lisa Nilsson och Sven-Ingvars | 25 mars 2000     |
| 323 - 1812 | Elena Valente, Nanne Grönvall och Orup | 1 april 2000     |
| 324 - 1813 | Javier, Sofia Kjellgren, Robert Wells och Tito Beltran | 8 april 2000     |
| 325 - 1814 | Helmut Lotti och Lotta Engberg | 15 april 2000    |
| 326 - 1815 | Blacknuss, Hanna Hedlund och Tore Skogman | 22 april 2000    |
| 327 - 1816 | Jojje Wadenius, Nick Borgens och Sarah Brightman | 29 april 2000    |
| 328 - 1817 | Mikael Wiehe och Sasha | 6 maj 2000       |
| 329 - 1818 | Brotherhood of Man, Date och Regina Lund | 13 maj 2000      |
| 330 - 1819 | Cue och Joyride | 20 maj 2000      |
| 331 - 1820 | Brainstorm, Flamingokvintetten och Jack Vreeswijk | 27 maj 2000      |
| 332 - 1821 | Göteborgs gosskör, Hans G Lindskog, Helen Alfredsson, Olsen Brothers, Pontus Kåmark, Roger Hodgson, Staffan Hellstrand, Stefan Odelberg och Thomas Ravelli | 3 juni 2000      |
| 332 - 1822 | Vann du på Bingolotto? a-ha, Andrea Bocelli, Andreas Johnsson, Arvingarna, Barbados, Blacknuss, Brainstorm, Carola Häggkvist, David Bowie, Drömhus, Erik Gadd, Filippa Giordano, Helmut Lotti, Jack Vreeswijk, Joe Cocker, Johnny Logan, Linda Lampenius, Lisa Nilsson, Mikael Wiehe, Olsen Brothers, Orup, Roger Hodgson, Roxette, Sarah Brightman, Savage Garden, Sissel Kyrkjebø, Sven-Ingvars, Thomas Di Leva, Tommy Nilsson, Toto, Trollkarlen från Oz och Vikingarna | 10 juni 2000     |

### Säsong 19
| Nr         | Medverkande | Sändningsdatum    |
| ---------- | --- | ----------------- |
|            | Bingolotto - inför premiären André Rieu, Andrea Bocelli, Arvingarna, Barbados, Bon Jovi, Charlotte Nilsson, Eric Gadd, Jessica Folcker, Joe Cocker, Linda Lampenius, Lisa Nilsson, Lotta Engbergs, Orup, Robyn, Sarah Brightman, Savage Garden, Siw Malmkvist, Stefan Odelberg, Sven-Ingvars, Toto, Thomas Di Leva, Tommy Körberg och Vikingarna | 19 augusti 2000   |
| 333 - 1901 | Emma Samuelsson, Jessica Folker, Lill-Babs, Lisa Lindgren, Magnus Petersson, Michael Nyqvist, Sam Kessel, Stefan Albrechtson, Tommy Steele, Gert Eklund och Ulrica Messing | 26 augusti 2000   |
| 334 - 1902 | Bon Jovi och Christina Lindberg | 2 september 2000  |
| 335 - 1903 | Rednex och Vikingarna | 9 september 2000  |
| 336 - 1904 | Bubbles, I hetaste laget och Joakim Hillson | 16 september 2000 |
| 337 - 1905 | Lotta Engbergs och Sverige | 23 september 2000 |
| 338 - 1906 | Andrew Strong, Dan Lexö, Lill-Babs, Gösta Linderholm, Julio Iglesias och Petra Nielsen | 30 september 2000 |
| 339 - 1907 | Idolerna och Lionel Richie | 7 oktober 2000    |
| 340 - 1908 | Laura Pausini, Mats Ronander, Mikael Rickfors och Sanne Salomonsen | 14 oktober 2000   |
| 341 - 1909 | Barbados och Dennis Lacorriere | 21 oktober 2000   |
| 342 - 1910 | Bond, Sten & Stanley och Moffats | 28 oktober 2000   |
| 343 - 1911 | André Rieu och Mark Knopfler | 4 november 2000   |
| 344 - 1912 | Jerry Williams, Jonas Gardell och Skinny | 11 november 2000  |
| 345 - 1913 | Kalle Moraeus, Orsa Spelmän och Savage Garden | 18 november 2000  |
| 346 - 1914 | Friends, Paul Carrack och Smokie | 25 november 2000  |
| 347 - 1915 | Helmut Lotti, Roger Pontare och Stefan Odelberg | 2 december 2000   |
| 348 - 1916 | Anders Widmark, Christer Sjögren och Martin | 9 december 2000   |
| 349 - 1917 | Magnus Uggla, Oslo Gospel Choir och Tommy Körberg | 16 december 2000  |
| 350 - 1918 | Uppesittarkväll Bubbles, Charlotte Nilsson, Christer Sjögren, Johan Stengård, Mark Levengood, Olle Nilsson, Olsen Brothers, Per-Erik Hallin, Solid Gospel, Stefan Ljungqvist, Sten Nilsson och Pernilla Wahlgren | 23 december 2000  |

### Säsong 20
| Nr         | Medverkande | Sändningsdatum   |
| ---------- | --- | ---------------- |
| 351 - 2001 | Emilia, Josefin Nilsson, Marie-Louise Bengtsson, Matilda Ekehorn, Roger Moore, Sven-Ingvars och The Piggies                                                | 13 januari 2001  |
| 352 - 2002 | Ainbusk Singers och Melanie C | 20 januari 2001  |
| 353 - 2003 | Monia, Izzy Cooper och Raymond Björling | 27 januari 2001  |
| 354 - 2004 | Kikki Danielsson, Lucy Street och Sissel Kyrkjebø | 3 februari 2001  |
| 355 - 2005 | A-teens, Lisa Ekdahl och Martinez | 10 februari 2001 |
| 356 - 2006 | Carola och Michael Learns To Rock | 17 februari 2001 |
| 357 - 2007 | Friends och Owe Thörnqvist | 24 februari 2001 |
| 358 - 2008 | Anders Parmström, Björn Hellberg, Gary Moore, Meja och Samuel Fröler                                                                                       | 3 mars 2001      |
| 359 - 2009 | Joyride och Peter Jöback | 10 mars 2001     |
| 360 - 2010 | Niklas Strömstedt och Russel Watson | 17 mars 2001     |
| 361 - 2011 | Lasse Stefanz och Ronan Keating | 24 mars 2001     |
| 362 - 2012 | Jan Johansen, Papa Dee och Totta Näslund | 31 mars 2001     |
| 363 - 2013 | Roffe Wikström och The Ark | 7 april 2001     |
| 364 - 2014 | Lena Philipsson och Umberto Marcato | 14 april 2001    |
| 365 - 2015 | Charlies magazine och Östen med resten | 21 april 2001    |
| 366 - 2016 | Army of Lovers, Sanna Nielsen, Björn Hellberg, Lasse Åberg, Anders Parmström och Vanessa Mae                                                               | 28 april 2001    |
| 367 - 2017 | Antique och Viktoria Tolstoy | 5 maj 2001       |
| 368 - 2018 | Isabel Boulay och Johnny Logan | 12 maj 2001      |
| 369 - 2019 | Arvingarna och Roxette | 19 maj 2001      |
| 370 - 2020 | Idolerna och Olsen Brothers | 26 maj 2001      |
| 371 - 2021 | CajsaStina Åkerström, Dave Benton, Georg Riedel, Lasse Berghagen, Marti Pellow, Rikard Wolff, Tanel Padar, Stefan Odelberg, Ingvar Oldsberg och Åsa Jinder | 2 juni 2001      |

### Säsong 21
| Nr         | Medverkande | Sändningsdatum    |
| ---------- | --- | ----------------- |
| 372 - 2101 | Blackmore's Night, Björn Skifs, Gunnar Krantz och Uno Svenningsson | 25 augusti 2001   |
| 373 - 2102 | Alf Robertsson och Lisa Miskovsky | 1 september 2001  |
| 374 - 2103 | Nanne Grönvall och Status Quo | 8 september 2001  |
| 375 - 2104 | Christopher Shorooi och Vikingarna | 15 september 2001 |
| 376 - 2105 | Danne Stråhed, Emma Nielsdotter och Jojje Wadenius | 22 september 2001 |
| 377 - 2106 | Creamy, Pistvakt och Robert Broberg | 29 september 2001 |
| 378 - 2107 | Elton John och Stakka Bo | 6 oktober 2001    |
| 379 - 2108 | Tommy Nilsson och Zucchero | 13 oktober 2001   |
| 380 - 2109 | Tioårsjubileum Från Lisebergshallen Leif "Loket" Olsson, Andrea Bocelli, Bonnie Tyler, Carola, Eddie Oliva, Gert Eklund, Göran Persson, Hanna Marklund, Jan Scherman, Markoolio, Michael McDonald, Patrik Isaksson, Sahlene, Sven-Ingvars, The Boppers, The Real Group, Tina Nordlund, Uno Lanka | 20 oktober 2001   |
| 381 - 2110 | E-Type, Lars Frölander och Sarah Brightman | 27 oktober 2001   |
| 382 - 2111 | Kikki Danielsson, Shelby Lynne och Victoria Beckham | 3 november 2001   |
| 383 - 2112 | Barbados och Lisa Nilsson | 10 november 2001  |
| 384 - 2113 | Peter Stormare och Povel Ramel | 17 november 2001  |
| 385 - 2114 | Mats Ronander och Sissel Kyrkjebø | 24 november 2001  |
| 386 - 2115 | CajsaStina Åkerström, Carola, Håkan Hemlin och Josefin Nilsson | 1 december 2001   |
| 387 - 2116 | Sven-Bertil Taube och Westlife | 8 december 2001   |
| 388 - 2117 | Bo Kaspers orkester, Lisa Rydberg och Thomas Di Leva | 15 december 2001  |
|            | En bricka i spelet - Bingolotto den nya folkrörelsen Johan Norberg, Anja Pärson, Gert Eklund, Göran Persson, Liv Murmark | 18 december 2001  |
| 389 - 2118 | Uppesittarkväll Bosson, Galenskaparna, Jan Malmsjö, Jill Johnson, Lisa Rydberg, Magnus Carlsson, Triad | 23 december 2001  |

### Säsong 22
| Nr         | Medverkande | Sändningsdatum   |
| ---------- | --- | ---------------- |
| 390 - 2201 | Anders Glenmark, Anja Pärson, Joe Labero, John Hiatt, Karin Glenmark, Malin Baryard, Peter Forsberg, Peter Stormare, Pernilla Winberg, Siw Malmkvist och Stefan Edman       | 12 januari 2002  |
| 391 - 2202 | Agneta Olsson, Arman Krantz, Henrik Åberg, Kim Wilde och Siw Malmkvist | 19 januari 2002  |
| 392 - 2203 | Anja Pärson, David Knopfler, Gabrielle och Pernilla Winberg | 26 januari 2002  |
| 393 - 2204 | Agneta Sjödin Dave Benton, Excellence, Jan Scherman, Markoolio, Martin Timell, Rallygänget, Rickard Sjöberg, Secret Garden, Sofia Eriksson, Staffan Ling och Ulrika Nilsson | 2 februari 2002  |
| 394 - 2205 | Andreas Silver, Lill Lindfors och Thore Skogman | 9 februari 2002  |
| 395 - 2206 | Anja Pärson, Dannii Minogue, Little Gerhard, Pernilla Wiberg och Svante Drake                                                                                               | 16 februari 2002 |
| 396 - 2207 | Bosson, Emma Andersson och Lorne De Wolfe | 23 februari 2002 |
| 397 - 2208 | Afro-Dite, Anastacia, Brandsta City Släckers och Håkan Hemlin | 2 mars 2002      |
| 398 - 2209 | Michael Bolton och Thorleifs | 9 mars 2002      |
| 399 - 2210 | Mendez, Nanne Grönvall, Nick Borgen och Sarah Connor | 16 mars 2002     |
| 400 - 2211 | Cyndee Peters och Pet shop boys | 23 mars 2002     |
| 401 - 2212 | Barbados och Josh Groban | 30 mars 2002     |
| 402 - 2213 | Anne-Lie Rydé och The Boppers | 6 april 2002     |
| 403 - 2214 | Céline Dion | 13 april 2002    |
| 404 - 2215 | Jan Johansen, Kim Martin och Per Gessle | 20 april 2002    |
| 405 - 2216 | Arja Saijonmaa, Bryan Ferry, Jonas Björkman, Peter Jöback, Stefan Edman, Trio me' Bumba och Östen med resten                                                                | 27 april 2002    |
| 406 - 2217 | Eskobar, Eva Dahlgren och Lasse Tennander | 4 maj 2002       |
| 407 - 2218 | Alive, CajsaStina Åkerström och Finn Kalvik | 11 maj 2002      |
| 408 - 2219 | Chris Isaak, Louise Hoffsten och Sten & Stanley | 18 maj 2002      |
| 409 - 2220 | Josefin Sundström, Magnus Uggla och Sylvia Vrethammar | 25 maj 2002      |
| 410 - 2221 | Arvingarna, Thomas Ravelli och Tomas Ledin | 1 juni 2002      |
| 411 - 2222 | Marc Anthony, Mats Paulson, Supernatural, The Real Group och Uno Svenningsson                                                                                               | 8 juni 2002      |

### Säsong 23
| Nr         | Medverkande | Sändningsdatum    |
| ---------- | --- | ----------------- |
| 412 - 2301 | Fredrik Kempe, Jenny Öhlund, Kikki, Bettan & Lotta och Åsa Jinder | 24 augusti 2002   |
| 413 - 2302 | Def Leppard, Emma Igelström, Garbo the Musical, Kajsa Bergkvist och Sven-Ingvars | 31 augusti 2002   |
| 414 - 2303 | Helmut Lotti, Jerry Williams och Silje Nergaard | 7 september 2002  |
| 415 - 2304 | Cliff Richard och David Bowie | 14 september 2002 |
| 416 - 2305 | Joey Tempest och Vikingarna | 21 september 2002 |
| 417 - 2306 | Friends, Peter Stormare och Robyn | 28 september 2002 |
| 418 - 2307 | Ace of Base, Faith Hill och Faith Hill | 5 oktober 2002    |
| 419 - 2308 | Dolly Parton | 12 oktober 2002   |
| 420 - 2309 | Chess och Mark Knopfler | 19 oktober 2002   |
| 421 - 2310 | Bond, Chris Rea och Totta Näslund | 26 oktober 2002   |
| 422 - 2311 | Guldkväll Björn Skifs, Dan Bäckman, Gullan Bornemark, Maria Mena, Phil Collins, Roger Pontare, Solomon Burke, Sten & Stanley och Tobias Lundén | 2 november 2002   |
| 423 - 2312 | Arvingarna och Daniel Lemma | 9 november 2002   |
| 424 - 2313 | Merit Hemingsson, Ola Magnell och Westlife | 16 november 2002  |
| 425 - 2314 | Alf Robertsson och Shania Twain | 23 november 2002  |
| 426 - 2315 | Peter Jöback och Rod Stewart, Arne Weise, Svante Thuresson, Sofie Larsson | 30 november 2002  |
| 427 - 2316 | Gösta Linderholm, Robbie Williams och The Trad Brothers | 7 december 2002   |
| 428 - 2317 | Arne Weise och Andrea Bocelli | 14 december 2002  |
| 429 - 2318 | Uppesittarkväll Afro-Dite, Daniel Bekerö, Elisabeth Andreassen, Lotta Engberg, Joybells, Jörgen Mörnbäck, LaGaylia Frazier, Magnus Johansson, Pernilla Andersson, Tim Lake, Tom Jones, Sara Benson Eidevald, Solomon Burke, Stefan Odelberg, Stefan & Kim, Svante Thuresson, Ulf Wagner och Åke Strömmer | 23 december 2002  |
|            | Bingolottos musikfest Arvingarna, Björn Skifs, Bond, Carolina Klüft, Chris Rea, Cliff Richard , Daniel Lemma, David Bowie, Dolly Parton, Faith Hill , Fredrik Kempe, Gullan Bornemark, Helen Sjöholm, Helmut Lotti, Jerry Williams, Kikki, Bettan & Lotta, Linda Lampenius, Mark Knopfler, Markoolio, Per Myrberg, Phil Collins, Robin Williams, Robyn, Rod Stewart, Shania Twain, Solomon Burke, Sten & Stanley, Sven-Ingvars, Tom Jones, Westlife, Vikingarna | 31 december 2002  |

### Säsong 24
| Nr         | Medverkande | Sändningsdatum   |
| ---------- | --- | ---------------- |
| 430 - 2401 | Christina Lindberg, Fantastix, Mario Frangoulis och Olle Jönsson | 11 januari 2003  |
| 431 - 2402 | Bonnie Tyler och Jan Malmsjö | 18 januari 2003  |
| 432 - 2403 | Martin Stenmarck, Lasse Lönndahl och Olsen Brothers | 25 januari 2003  |
| 433 - 2404 | Barbados och Hanne Boel | 1 februari 2003  |
| 434 - 2405 | Bröderna Färm, Fredrik Kempe och Streaplers | 8 februari 2003  |
| 435 - 2406 | A-Teens, Björn Skifs och Lasse Kronèr | 15 februari 2003 |
| 436 - 2407 | Emil Sigfridsson, Maria Rådsten, Stephen Simmonds och Sven Nylander | 22 februari 2003 |
| 437 - 2408 | Eric Levi, Helena Bergström, Laura Pausini och Tom Jones | 1 mars 2003      |
| 438 - 2409 | Eric Gadd och Lisa Nilsson | 8 mars 2003      |
| 439 - 2410 | Fernandoz och Melanie C | 15 mars 2003     |
| 440 - 2411 | Brolle Jr och Gloria | 22 mars 2003     |
| 441 - 2412 | Lill Lindfors, Mauro Scocco och Slapstones | 29 mars 2003     |
| 442 - 2413 | Kikki, Bettan & Lotta och Triple & Touch | 5 april 2003     |
| 443 - 2414 | Sanna Nielsen och Simply Red | 12 april 2003    |
| 444 - 2415 | Guldkväll Anders Holmertz, Andres Esteche, Buddaboys, GES, Ida-Theres Karlsson, Jan Guillou, Jennifer Brown, Josefin Sundström, Lars Vegas Trio, Lill-Babs, Stefan Holm, Thobias Fredriksson, Tobias Lundén och Tom Jones | 19 april 2003    |
| 445 - 2416 | Fame, Jan Guillou och Siw Malmkvist | 26 april 2003    |
| 446 - 2417 | Alice Babs, Antique, Kalle Moraeus och Siw Malmkvist | 3 maj 2003       |
| 447 - 2418 | Monia Sjöström och Tommy Körberg | 10 maj 2003      |
| 448 - 2419 | Jan Johansen, Jill Johnson och Jon Skolmen | 17 maj 2003      |
| 449 - 2420 | Charlotte Nilsson, Fifth Avenue och Lasse Tennander | 24 maj 2003      |
| 450 - 2421 | Hasse Andersson, Sarek och Tomas Ledin | 31 maj 2003      |
| 451 - 2422 | Alcazar, Frifot, Jerry Williams, Lotta Engberg, Michael Bublé, Stefan Gunnarsson, The Boppers och Uno Svenningsson | 7 juni 2003      |

### Säsong 25
| Nr         | Medverkande | Sändningsdatum    |
| ---------- | --- | ----------------- |
| 452 - 2501 | Carolina Klüft, Christian Olsson, Lasse Stefanz, Owe Thörnqvist, Patrik Kristiansson, Per Gessle och Sarah Brightman | 30 augusti 2003   |
| 453 - 2502 | Owe Thörnqvist och Pretenders | 6 september 2003  |
| 454 - 2503 | Sahlene, Peter Lundblad och Sten & Stanley | 13 september 2003 |
| 455 - 2504 | Anna-Lotta Larsson och Peter Lundblad | 20 september 2003 |
| 456 - 2505 | Lena Philipsson, Ola Magnell och Svenne Rubins | 27 september 2003 |
| 457 - 2506 | Karin Glenmark och Karin Glenmark | 4 oktober 2003    |
| 458 - 2507 | Christer Sjögren, Martin Falklind, Per Myrberg, Pugh Rogefeldt och The Boppers, Janne Lucas Persson och Bengt Westerberg | 11 oktober 2003   |
| 459 - 2508 | Christer Sjögren, Martin Falklind och Nina & Kim | 18 oktober 2003   |
| 460 - 2509 | Jay Kid och Mats Bergmans | 25 oktober 2003   |
| 461 - 2510 | Guldkväll Barbados, Bengan Janson, David Lega, Itchycoo, Jane Törnqvist, Jill Johnson, Johnny Logan, Linda Lampenius, Lucette Rådström, Mark Austin, Martin Nilsson, Scandinavian Strings, Stefan Cederlöf, Sofia Rågenklint, Tobias Lundén, Uno Lanka och Victoria Svensson | 1 november 2003   |
| 462 - 2511 | Charlie Norman, Henrik Åberg och The Honeypies | 8 november 2003   |
| 463 - 2512 | Javiera, Markoolio och Moya Brennan | 15 november 2003  |
| 464 - 2513 | Arja Saijonmaa, Josh Groban och Olsen Brothers | 22 november 2003  |
| 465 - 2514 | Anita Strandell, Jan Johansen, Patrik Jablonski, Drottning Silvia, Harald Treutiger, Ignat Ivanoff, Kenneth Bengtsson, Alexandra Zazzi, Carl Jan Granqvist och Wille Crafoord | 29 november 2003  |
| 466 - 2515 | Charlotte Nilsson, Christer Sjögren och Sara Löfgren | 6 december 2003   |
| 467 - 2516 | Cliff Richard och Sissel Kyrkjebø | 13 december 2003  |
|            | Bingolottos julrusch Anders Widmark, Arne Weise, Bengt Westerberg, Christian Olsson, David Lega, Drottning Silvia, Elisabeth Andreassen, Eva Dahlgren, Gunilla von Arbin, Helen Sjöholm, Kajsa Bergqvist, Kennet Andersson , Lasse Brandeby, Lotta Engberg, Scandinavian Strings och Susanne Ljungskog | 16 december 2003  |
| 468 - 2517 | Uppesittarkväll Från Tjolöholms slott Anders Widmark, Arne Weise, Bengt Magnusson, Drottning Silvia, Eva Dahlgren, Georg Riedels Orkester, Glorias, Göran Ohlson, Helen Sjöholm, Jan Hedh, Jan Scherman, Indra Åsander, Kenneth Bengtsson, Lars Ahlström, Lisa Nilsson, Lise & Gertrud, Marie Skogström, Mikael Björklund, Peter Hansson, Peter Jezewski, Rickard Sjöberg, Sigita Ignatoviciené och Totta Näslund | 23 december 2003  |

### Säsong 26
| Nr         | Medverkande | Sändningsdatum   |
| ---------- | --- | ---------------- |
| 469 - 2601 | Jill Johnson och Bosse Ringholm | 4 januari 2004   |
| 470 - 2602 | Arvingarna, Dick Last, Henrik Lundqvist, Janne Lucas Persson, Joel Lundqvist, Lasse Holm, Mattias Eriksson och Monica Törnell | 11 januari 2004  |
| 471 - 2603 | Sven-Bertil Taube och Magnus Wislander | 18 januari 2004  |
| 472 - 2604 | Black Jack, Charlotte Nilsson, Seal och Ulf Karlsson | 25 januari 2004  |
| 473 - 2605 | Jacques Werup, Joe Labero, Lill Lindfors, Martin Stenmarck, Rickard Sjöberg, Martin Falklind och Viktoria Krantz | 1 februari 2004  |
| 474 - 2606 | Mauro Scocco, Trond Lindheim, Siw Malmkvist, Tomas von Brömssen och Ulla Skoog | 8 februari 2004  |
| 475 - 2607 | Lill-Babs | 15 februari 2004 |
| 476 - 2608 | Peter Harryson och Bubbles | 22 februari 2004 |
| 477 - 2609 | Tomas Ledin | 29 februari 2004 |
| 478 - 2610 | Jerry Williams, The Boppers och Viveca Lärn | 7 mars 2004      |
| 479 - 2611 | Svante Thuresson | 14 mars 2004     |
| 480 - 2612 | Hep Stars och Shirley Clamp | 21 mars 2004     |
| 481 - 2613 | Anne-Lie Rydé, Ann-Louise Hanson, Towa Carson, Sandra Dahlberg och Siw Malmkvist | 28 mars 2004     |
| 482 - 2614 | Bosson och Åsa Jinder | 4 april 2004     |
| 483 - 2615 | Guldkväll Anders Knave, Benno Magnusson, Claes Malmberg, Flamingokvintetten, Gilbert O'Sullivan, Jamie Cullum, Jesper Aspegren, Harald Treutiger, Lasse Brandeby, Linneá Del Castillo Hallberg, Markoolio, Morgan Lundin, Nina & Kim, Peter Sundfeldt, Seth Ericsson, Stefan Andersson, Stefan Johansson, Lennart Thylander, Svenska damlandslaget i dragkamp, Thomas Ravelli och Tommy Wendel | 10 april 2004    |
| 484 - 2616 | Christina Lindberg, Jesper Aspegren, Johannes Lincke och Linneá Del Castillo Hallberg | 18 april 2004    |
| 485 - 2617 | Alf Robertsson och Alf Svensson | 25 april 2004    |
| 486 - 2618 | Roland Cedermark, Lars-Erik Samuelsson och Ulf Schenkmanis | 2 maj 2004       |
| 487 - 2619 | Jesper Aspegren, Carola Häggkvist, Matz Bladhs och Marcus Wrangstedt | 9 maj 2004       |
| 488 - 2620 | Emil Sigfridsson och Sanna Nielsen | 16 maj 2004      |
| 489 - 2621 | Streaplers | 23 maj 2004      |
| 490 - 2622 | Vikingarna | 30 maj 2004      |
| 491 - 2623 | Bröderna Lindqvist, Fredrik Kempe, Hans Martin, Jill Johnson, Madeleine Westin Bergh, Robert Wells och Tito Beltran | 6 juni 2004      |

### Säsong 27
| Nr         | Medverkande | Sändningsdatum    |
| ---------- | --- | ----------------- |
| 492 - 2701 | | 29 augusti 2004   |
| 493 - 2702 | | 5 september 2004  |
| 494 - 2703 | | 12 september 2004 |
| 495 - 2704 | | 19 september 2004 |
| 496 - 2705 | | 26 september 2004 |
| 497 - 2706 | | 3 oktober 2004    |
| 498 - 2707 | | 10 oktober 2004   |
| 499 - 2708 | | 17 oktober 2004   |
| 500 - 2709 | Johan Oldenmark, Lasse Kronér, Leif "Loket" Olsson, och Agneta Sjödin | 24 oktober 2004   |
| 501 - 2710 | Johan Oldenmark | 31 oktober 2004   |
| 502 - 2711 | Guldkväll Cliff Richard, Helen Sjöholm, Johan Oldenmark, Jonas Jacobsson, Idol 2004, Maria Gullstrand, Stefan Holm, Stefan Nilsson Sven-Göran Eriksson och Turkey                                                         | 6 november 2004   |
| 503 - 2712 | | 14 november 2004  |
| 504 - 2713 | Johan Oldenmark | 21 november 2004  |
| 505 - 2714 | Streaplers | 28 november 2004  |
| 506 - 2715 | Magnus Samuelsson | 5 december 2004   |
| 507 - 2716 | Schytts | 12 december 2004  |
| 508 - 2717 | Mats Bergmans | 19 december 2004  |
| 509 - 2718 | Uppesittarkväll Amanda Engberg, Arne Weise, Harald Treutiger, Joybells, LaGaylia Frazier, Lotta Engberg, Magnus Johansson, Malin Engberg, Shirley Clamp, Alexandra Zazzi, Martin Falklind, Viveca Lärn och Sten & Stanley | 23 december 2004  |

### Säsong 28
| Nr         | Medverkande | Sändningsdatum   |
| ---------- | --- | ---------------- |
| 510 - 2801 | Lasse Stefanz och Arne Weise | 2 januari 2005   |
| 511 - 2802 | Hasse Andersson och Martin Nilsson | 9 januari 2005   |
| 512 - 2803 | Uno Svenningsson | 16 januari 2005  |
| 513 - 2804 | Fernandoz | 23 januari 2005  |
| 514 - 2805 | Christina Lindberg | 30 januari 2005  |
| 515 - 2806 | Cornelia, Eric Gadd och Lasse Brandeby | 6 februari 2005  |
| 516 - 2807 | Jessica Folcker, Jan Scherman och Göran Johansson | 13 februari 2005 |
| 517 - 2808 | The Real Group | 20 februari 2005 |
| 518 - 2809 | Christer Sjögren | 27 februari 2005 |
| 519 - 2810 | Jarl Carlsson, Bert Karlsson, Stefan Odelberg och Lotta Engberg | 6 mars 2005      |
| 520 - 2811 | Jill Johnson och Robert Kronberg | 13 mars 2005     |
| 521 - 2812 | Bohuslän Big Band och Svante Thuresson | 20 mars 2005     |
| 522 - 2813 | Guldkväll Anja Pärsson, Anna Sahlene, Brandsta City Släckers, Börje Salming, Darin, Flamingokvintetten, Il Divo, Ingemar Stenmark, Frank Andersson, Jenny Kallur, J-O Waldner, Martin Stenmarck och Susanna Kallur | 26 mars 2005     |
| 523 - 2814 | Olsen Brothers och Magdalena Forsberg | 3 april 2005     |
| 524 - 2815 | Drifters och Erica Sjöström och Thomas Ravelli | 10 april 2005    |
| 525 - 2816 | Nanne Grönvall och Ulf Wagner | 17 april 2005    |
| 526 - 2817 | Harpo och Jesper Aspegren | 24 april 2005    |
| 527 - 2818 | Caroline Wennergren, Bernt Johansson och Jesper Aspegren | 1 maj 2005       |
| 528 - 2819 | Shirley Clamp | 8 maj 2005       |
| 529 - 2820 | Arvingarna | 15 maj 2005      |
| 530 - 2821 | Lill-Babs | 22 maj 2005      |
| 531 - 2822 | Helena Paparizou och Agneta Sjödin | 29 maj 2005      |
| 532 - 2823 | Amy Diamond, Brunnsbo musikklasser, Mats Paulson, Kalle Moraeus, Jesper Aspegren, Johan Oldenmark, Karin Mattsson, Orsa Spelmän och Rickard Olsson                                                                 | 4 juni 2005      |

### Säsong 29
| Nr         | Medverkande | Sändningsdatum    |
| ---------- | --- | ----------------- |
| 533 - 2901 | Kajsa Bergqvist, Pernilla Wahlgren och Rennie Mirro | 28 augusti 2005   |
| 534 - 2902 | Michael Nyqvist, Ronny Svensson, Shirley Clamp och Suzanne Reuter | 4 september 2005  |
| 535 - 2903 | BWO, Carina Lidbom, Robert Gustafsson och Saturday Night Fever | 11 september 2005 |
| 536 - 2904 | Anders Berglund, Jan Scherman, Jill Johnson, Jörgen Mörnbäck och Svante Thuresson | 18 september 2005 |
| 537 - 2905 | Daniel Powter och Lill-Babs | 25 september 2005 |
| 538 - 2906 | Drifters, Lennart Jähkel och Tommy Nilsson | 2 oktober 2005    |
| 539 - 2907 | Annika Andersson, Amy Diamond, Claes Malmberg, Linda Bengtzing och Thomas Pettersson | 9 oktober 2005    |
| 540 - 2908 | Martin Timell, Sten & Stanley, Thomas Petersson och Åsa Jinder | 16 oktober 2005   |
| 541 - 2909 | David Lega, Katie Melua, Olof Bengtsson, Sanna Nielsen och Tobias Hysén | 23 oktober 2005   |
| 542 - 2910 | Arvingarna, Linda Isacsson, Lotta Engberg, Louise Hoffsten och Robert Wells | 30 oktober 2005   |
| 543 - 2911 | Guldkväll Från Löfbergs Lila Arena Anders Glenmark, Annika Andersson, Bengt Alsterlind, Christer Sjögren, Idol 2005, Lotta Engberg, Hanna Ljungberg, Håkan Loob, Karin Glenmark, Magdalena Forsberg, Magnus Samuelsson, Måns Möller, Nanne Grönvall, Peppe Eng, Robert Wells, Stefan Holm, Sven-Göran Eriksson och Tina Törner                      | 5 november 2005   |
| 544 - 2912 | Alexandra Zazzi, Bengan Janson, Bengt Frithiofsson, Fame, Linda Lampenius, Lotta Engberg, Marcus Samuelsson och Ulf Wagner | 13 november 2005  |
| 545 - 2913 | Glenn Hysén, Jenny Silver och Jesper Aspegren | 20 november 2005  |
| 546 - 2914 | Arne Weise, Deep Purple, Janne Schaffer och Grönwalls och Joe Labero | 27 november 2005  |
| 547 - 2915 | Arne Weise, Carola, Eva Dahlgren, Evas Kapell och Kikki Danielsson | 4 december 2005   |
| 548 - 2916 | Bert Karlsson, Christer Sjögren, Göteborgs lucia, Henrik Lundqvist och Jill Johnson | 11 december 2005  |
| 549 - 2917 | Jonas Björkman, Lena Philipsson, Mats Wislander, Per Gessle, Stefan Edberg, Thomas Johansson och Ulf Wakenius | 18 december 2005  |
| 550 - 2918 | Uppesittarkväll Agnes Carlsson, Andreas Sundin, Arne Weise, Christian Olsson, Claes Malmbeg, Christina Möller, David Batra, Ebbe Schön, Emilia de Poret, Freddie Walding, Fredrik Reinfeldt, Göran Gabrielsson, Jan Bylund, Jesper Aspegren, Jill Johnson, Lars Ohly, Peter Apelgren, Py Bäckman, Roger Pontare, Ruben Börjesson och Sofia Karlsson | 23 december 2005  |

### Säsong 30
| Nr         | Medverkande | Sändningsdatum   |
| ---------- | --- | ---------------- |
| 551 - 3001 | Bert Karlsson, Cecilia Vennersten, Felix Herngren och Jerry Williams | 8 januari 2006   |
| 552 - 3002 | Anna-Lotta Larsson, Kärleksånger, Lag Norberg, Markus Samuelsson, Ronny Eriksson och Sven-Ingvars | 15 januari 2006  |
| 553 - 3003 | Anna Book, Björn Skifs och Jesper Aspegren | 22 januari 2006  |
| 554 - 3004 | Peter Jöback och Sten & Stanley | 29 januari 2006  |
| 555 - 3005 | Grynet Molvig, Josefin Runsten, Nanne Grönvall, Susanna Wisberg och Torgny Melins | 5 februari 2006  |
| 556 - 3006 | Christer Sjögren, Magdalena Forsberg, Melanie C och Pernilla Wiberg | 12 februari 2006 |
| 557 - 3007 | Adam Alsing, Edith, Leif "Loket" Olsson, Mats Carlsson, Sanna Nielsen, Thomas Wassberg och Willy Björkman | 19 februari 2006 |
| 558 - 3008 | Igor Larionov, Mats Carlsson, Per Lindholm, Sissel Kyrkjebø och Staffan Hellstrand och Willy Björkman | 26 februari 2006 |
| 559 - 3009 | Clabbe af Geijerstam, Cue, Emma Green, Jenny Kallur, Kajsa Bergqvist, Linda Bengtzing, Mats Carlsson, Susanna Kallur och Tina Thörner och Willy Björkman | 5 mars 2006      |
| 560 - 3010 | Barbados, Johan Rheborg, Maria Karlsson och Måns Zelmerlöw | 12 mars 2006     |
| 561 - 3011 | Anna Sahlene, Carola, Helena Bergström och Maria Lundqvist | 19 mars 2006     |
| 562 - 3012 | Lotta Engberg, Merit Hemmingson, Teddy Lucic och Whyte Seeds | 26 mars 2006     |
| 563 - 3013 | Carolina Klüft, Jon Lyster, Marie Serneholt, Martin Falklind och The Refreshments | 2 april 2006     |
| 564 - 3014 | Anette Norberg, Anna Svärd, DaBuzz, Eva Lund, Morrissey och Stefan Lund | 9 april 2006     |
| 565 - 3015 | Andreas Johnsson, Kjell Bergqvist, Lasse Åberg, Lena Linderholm Ulf Wakenius, Ulrica Hydman-Vallien och Velvet | 16 april 2006    |
| 566 - 3016 | Agnes Carlsson, Rafael Edholm och Östen med Resten | 23 april 2006    |
| 567 - 3017 | Guldkväll Anna Book, Anna Carin Olofsson, Electric Banana Band, Flamingokören Riltons vänner, Jörgen Mörnbäck, Nils Landgren, Thomas Petersson, Tobias Blom, Shirley Clamp och Viktoria Tolstoy                                                                              | 30 april 2006    |
| 568 - 3018 | Anna Carin Olofsson, Emmylou Harris, Janne "Loffe" Carlsson, Mark Knopfler och Martin Falklind | 7 maj 2006       |
| 569 - 3019 | Alexandra Zazzi, Carl-Magnus Carlsson, Eric Gadd, Niklas Jihde och Tomas Ledin | 14 maj 2006      |
| 570 - 3020 | Elias featuring Frans, Marit Paulsen och Sylvia Vrethammar | 21 maj 2006      |
| 571 - 3021 | Atomic Swing, Björn Hellberg, Linn Maria Wågberg och Patrik Isaksson | 28 maj 2006      |
| 572 - 3022 | Annika Andersson, Amy Diamond, Bengt Åke Gustafsson, Bertil Svensson, Göteborgs kammarkör, Janne "Loffe" Carlsson, Lill Lindfors, Madeleine Westin-Bergh, Magnus Johansson, Marie Fredriksson, Peter Apelgren, Ralf Edström, Robert Wells, Stefan Gerhardsson och Tina Ahlin | 5 juni 2006      |

### Säsong 31
| Nr         | Medverkande | Sändningsdatum    | TV-kanal |
| ---------- | --- | ----------------- | -------- |
| 573 - 3101 | Björn Hellberg, Helena Paparizou och Lennie Norman | 27 augusti 2006   | TV4      |
| 574 - 3102 | Christer Lindarw, Göran Hägglund, Krister Claesson, Maud Olofsson, Maria Wetterstrand och Peter Jöback | 3 september 2006  | TV4      |
| 575 - 3103 | BWO, Fredrik Reinfeldt, Maria Wetterstrand, Molly Sandén, Peter Dalle, Robert Gustafsson och Thomas Bodström | 10 september 2006 | TV4      |
| 576 - 3104 | Lars Ohly, Marit Paulsen, Peppe Eng och Thomas Di Leva | 17 september 2006 | TV4      |
| 577 - 3105 | Carl-Einar Häckner, Emil Kjellblom och Lisa Miskovsky | 24 september 2006 | TV4      |
| 578 - 3106 | Daniel Lindström, Magnus Johansson, Sissela Kyle, Torbjörn Nilsson och Ville Niskanen | 1 oktober 2006    | TV4      |
| 579 - 3107 | CajsaStina Åkerström, Johannes Brost, Magnus Nyström Trio, Thomas Petersson och Tomas Kallin | 8 oktober 2006    | TV4      |
| 580 - 3108 | Andrea Bocelli, Carola, Kjell Bergqvist, Scandinavin Strings och Stefan Sauk | 15 oktober 2006   | TV4      |
| 581 - 3109 | Banda Beleza, David Batra, Johan Glans, Lisa Nilsson och Peppe Eng | 22 oktober 2006   | TV4      |
| 582 - 3110 | Anja Pärson, Cascada, Joe Labero, Martina Almgren Quartet och Robert Wells | 29 oktober 2006   | TV4      |
| 583 - 3111 | 15-årsjubileum Annika Jankell, Bert Karlsson, Claes Malmberg, Glenn Hysén, Gunde Svan, Gunilla Backman, Helen Alfredsson, Jan Bylund, Jan Scherman, Jill Johnson, Mikael Tornving, Lasse Kronér, Peppe Eng, Peter Apelgren, Roxette, Stefan Odelberg, Sten & Stanley och Susanne Ljungskog | 4 november 2006   | TV4      |
| 584 - 3112 | Erika Sunnegårdh, Joakim Sjöhage, Johan Wiland, Stefan Ishizaki, Svenska Kammarorkestern | 12 november 2006  | TV4      |
| 585 - 3113 | Martin Stenmarck, Peter Apelgren, Ronny Persson, Stig Strand och Thomas Fogdö | 19 november 2006  | TV4      |
| 586 - 3114 | Björn Skifs, Martin Falklind och Peter Apelgren | 26 november 2006  | TV4      |
| 587 - 3115 | Helena Paparizou, Irma Schultz Keller, Kajsa Ingemarsson, Kasa - Lord, Orup och Uno Svenningsson | 3 december 2006   | TV4      |
| 588 - 3116 | Göteborgs Lucia, Josh Groban och Sissel Kyrkjebø | 10 december 2006  | TV4      |
| 589 - 3117 | Frida von Schewen, Irma Schultz Keller, Linda Sundblad, Marita Carlqvist, Mikael Larsson, Stig Strand, Sven-Bertil Taube, Uno Sveningsson och Viktoria Tolstoy | 17 december 2006  | TV4      |
| 590 - 3118 | Uppesittarkväll Annica Thorberg, Arne Weise, Carola Häggkvist, Drottning Silvia, Ebba von Sydow, Fredrik Reinfeldt, Frida von Schewen, Kishti Tomita, Magnus Carlsson, Magnus Johansson, Markus Fagervall, Martin Stenmarck, Molly Sandén, Nanne Grönvall, Patrick Ekwall, Peter Pluntky, Sanna Nielsen, Sissel Kyrkjebø, Stefan Grudin, Solid Gospel, Sven-Bertil Taube, Tobias Blom och Viveca Lärn | 23 december 2006  | TV4      |

### Säsong 32
| Nr         | Medverkande | Sändningsdatum   |
| ---------- | --- | ---------------- |
| 591 - 3201 | Amy Diamond Martin Lidberg, Nisse Hellberg och Yvonne Ryding | 7 januari 2007   |
| 592 - 3202 | Claes Malmberg, Tommy Körberg och Ulf Wakenius | 14 januari 2007  |
| 593 - 3203 | Anna-Lena Brundin, Arvingarna och Salem Al Fakir | 21 januari 2007  |
| 594 - 3204 | Linda Lampenius, Magnus Bäcklund, Melody Club och Åsa Sandell | 28 januari 2007  |
| 595 - 3205 | Annika Andersson, Calaisa, Carina Lidbom och Veronica Maggio | 4 februari 2007  |
| 596 - 3206 | Anja Pärson, Fatboy, Linda Bengtzing, Lovestory och Markoolio | 11 februari 2007 |
| 597 - 3207 | Duo Drogge Karlsson, Helena Bergström, Rednex och Weeping Willows | 18 februari 2007 |
| 598 - 3208 | Anders Ekborg, Danny Saucedo och Mattias Klum | 25 februari 2007 |
| 599 - 3209 | Erik Segerstedt, Mats Carlsson, Mohammeds Dragspelsservice, Peter Pluntky, Sanna Nielsen och Willy Björkman | 4 mars 2007      |
| 600 - 3210 | Andreas Johnson, Avishai Cohen Trio, Hasse Andersson, Martin Falklind, Måns Möller, Peter Pluntky, Özz Nûjen | 11 mars 2007     |
| 601 - 3211 | Martin Falklind och The Original Abba Orchestra | 18 mars 2007     |
| 602 - 3212 | Janne "Loffe" Carlsson, Marie Lindberg, Nanne Grönvall, Per Hovensjö och Petra Lundin | 25 mars 2007     |
| 603 - 3213 | Eldkvarn, Janne "Loffe" Carlsson, Lasse Brandeby, Magnus Carlsson, Martin Lidberg och Max Schultz | 1 april 2007     |
| 604 - 3214 | Guldkväll Bengt Frithiofsson, Camilla Pyk, Carolina Gynning, David Lega, Helena Josefsson, Janne "Loffe" Carlsson, Kjell Engman, Linda Hammar, Martin Stenmarck, Mats Halvarsson, Mattias Klum, Melanie C, Per-Olof Nilsson, Roger Pontare, Tilde de Paula och Vincent Pontare | 8 april 2007     |
| 605 - 3215 | Annika Andersson, Carina Lidbom, Christer Zettergren, Mauro Scocco, Peter Pluntky och Sofia Karlsson | 15 april 2007    |
| 606 - 3216 | Dregen, Emilia, Martin Timell, Mam, Pernilla Andersson och Svante Thuresson | 22 april 2007    |
| 607 - 3217 | Glenn Strömberg, Mats Nordström, Puran Chen och The Boppers | 29 april 2007    |
| 608 - 3218 | Andreas Petersson, Anja Pärson, Jens Byggmark, Simply Red, Sonja Aldén och Stig Strand | 6 maj 2007       |
| 609 - 3219 | Anna Nygren, E-Type, Hans Österman och Tomas Andersson Wij | 13 maj 2007      |
| 610 - 3220 | Claes Månsson, Helena Bergström, Sebastian och Torgny Melins | 20 maj 2007      |
| 611 - 3221 | Lasse Holm, Ola Svensson, Sarah Dawn Finer och Solo Cissokho | 27 maj 2007      |
| 612 - 3222 | Diggiloo 2007, Camilla Läckberg, Helena Paparizou, Lasse Berghagen, Magnus Johansson, Per Gessle, Peter Forsberg, Rafael Edholm, Robert Wells, Status Quo, Tina Thörner, Thomas Petersson och Tomas Johnsson                                                                   | 5 juni 2007      |

### Säsong 33
| Nr         | Medverkande | Sändningsdatum    |            |                                                                           |                  |
| ---------- | --- | ----------------- | ---------- | ------------------------------------------------------------------------- | ---------------- |
| 613 - 3301 | Evelyn Kjellberg, Gustav Carlsson, Helen Alfredsson, Jon Lyster, Kajsa Lidbeck och Ladies Night 2007 | 26 augusti 2007   |            |                                                                           |                  |
| 614 - 3302 | BWO, Dragan Benusi, Eva Malmström, Kasa-Lord, Linn Hultgren, Mirko Jovetic, Peter Forsberg, Radonic Marko och Tomas von Brömssen | 2 september 2007  |            |                                                                           |                  |
| 615 - 3303 | Dana Dragomir, Ing-Marie Jutbring, Martin Falklind, Nanne Grönvall och RyanDan och Ulla Cocke | 9 september 2007  |            |                                                                           |                  |
| 616 - 3304 | CajsaStina Åkerström, Dan Sederowsky, Gunnar Rosenqvist, Hannes Holm, Ing-Marie Jutbring, Kitty Jutbring, Krantz, Martina Haag och Martin Falklind | 16 september 2007 |            |                                                                           |                  |
| 617 - 3305 | Andreas Landegren, Anna Johansson, Camilla Läckberg, David Lega, Johan Stengård, Loa Falkman, Peter Jöback och Suzanne Reuter | 23 september 2007 |            |                                                                           |                  |
| 618 - 3306 | Andrew Symington, Ann Söderlund, Britt-Inger Hygge, Enrique Iglesias, Genet Solomon, Gordon Moyr, Puran Chen, Tina Gustafsson och Viveca Lärn | 30 september 2007 |            |                                                                           |                  |
| 619 - 3307 | Claes af Geijerstam, Gunilla Thermaneus, Liverpool, Rikard Wolff, The Repeatles och Tina Thörner | 7 oktober 2007    |            |                                                                           |                  |
| 620 - 3308 | Chang Ching, Hasse Johannesson, Janne Lucas Persson, Jan-Olof Jonsson, Jessica Andersson, Katie Melua, Sven Melander, Tina Thörner och Zhang Ting | 14 oktober 2007   |            |                                                                           |                  |
| 621 - 3309 | Glenn Strömberg, Liselotte Stålberg, Mats Nordström, Patrik Isaksson, Sarah Dawn Finer och The Pipes | 21 oktober 2007   |            |                                                                           |                  |
| 622 - 3310 | Anna Sahlin, IFK Göteborg, Matts Alsberg, Måns Zelmerlöw, Peter Helperin, Peter Johansson och Shirley Clamp | 28 oktober 2007   |            |                                                                           |                  |
| 623 - 3311 | Guldkväll Agneta Sjödin, Amy Diamond, Bert Karlsson, Bosse Parnevik, Christer Sjögren, David Lega, Henrik Dorsin, Kishti Tomita, Leif Mannerström, Louise Hoffsten, Mette Ankarloo och Peter Forsberg                                                                  | 3 november 2007   |            |                                                                           |                  |
| 624 - 3312 | Anne-Lie Rydé, Jenny Alexandersson, Marie Steenstrup Robino, Nisse Hellberg och Playboys | 11 november 2007  |            |                                                                           |                  |
| 625 - 3313 | Eva Dahlgren, Lotta Hylander, Lotta Schelin, Hank Lennart och The Sentimental Cowboys | 18 november 2007  |            |                                                                           |                  |
| 625 - 3313 | Eva Dahlgren, Lotta Hylander, Lotta Schelin, Hank Lennart och The Sentimental Cowboys | 18 november 2007  | 626 - 3314 | Björn Skifs, Göran Lager, Lars Karlsson band, Peder Lamm och Tina Thörner | 25 november 2007 |
| 627 - 3315 | Jill Johnson och Tina Törner | 2 december 2007   |            |                                                                           |                  |
| 628 - 3316 | Magnus Uggla | 9 december 2007   |            |                                                                           |                  |
| 629 - 3317 | Arvingarna, Daniel Lemma och Gert Eklund | 16 december 2007  |            |                                                                           |                  |
| 630 - 3318 | Uppesittarkväll Afro-Dite, André de Lange, Annika Jankell, Annika Sörenstam, Bo Holmström, Drottning Silvia, Ernst Kirchsteiger, Jonas Björkman, Josefine Sundström, Marie Lindberg, Miss Li, Niklas Strömstedt, Marie Picasso, Samuel Påhlsson och Rhapsody in Circus | 23 december 2007  |            |                                                                           |                  |

### Säsong 34
| Nr         | Medverkande | Sändningsdatum   |
| ---------- | --- | ---------------- |
| 631 - 3401 | Amy Diamond, Annika Sjöö, Björn Törnblom, Carl Jan Granqvist, Christina Samuelsson, Daga Lamy, Jessica Folker, Jerry Williams, Jessica Folcker, Johan Andersson, Mats Ronander, Mi Ridell, Rafael Edholm, Rebel Dela Questa, Susan Lanefelt, Tina Gustafsson och Ulf Larsson                                         | 5 januari 2008   |
| 632 - 3402 | Anna Stadling, Jenny Alexandersson, Hej Kalle, Idde Schultz, Kalle Moraeus, Lina Sandersson och Nanne Grönvall | 12 januari 2008  |
| 633 - 3403 | Clas Crona Trio, Jeanna Kanold, Liselotte Stålberg, Mats Carlsson, Olga Sahlén, Svante Thuresson, The Poodles, Viktoria Tolstoy och Willy Björkman | 19 januari 2008  |
| 634 - 3404 | Ingemar Olsson, Konditorns, Martin Stenmarck, Mats Carlsson, Mette Ankarloo, Sanna Nielsen och Willy Björkman | 26 januari 2008  |
| 635 - 3405 | Ainbusk, Gunilla Thermaneus, Martin Falklind, Mats Carlsson, Rongedal, Tina Thörner och Willy Björkman | 2 februari 2008  |
| 636 - 3406 | Arja Saijonmaa, Mikael Sande och September | 9 februari 2008  |
| 637 - 3407 | Adriana Mendes & Brasilidade Mendes Samba, Dan Lexö, Fernandoz, Jan Johansen och Marie Kasimir | 16 februari 2008 |
| 638 - 3408 | Brolle, Jörgen Knutsson, Peder Lamm och Shirley Clamp | 23 februari 2008 |
| 639 - 3409 | B.B Cunningham, Justin Shandor, Lotta Hylander, Tommy Blom, The Cadillac Band och Tom Sjöstedt | 1 mars 2008      |
| 640 - 3410 | Eva Malmström, Malena Ernman, Pelle Danielsson och Velvet | 8 mars 2008      |
| 641 - 3411 | Kikki Danielsson, Lina Sandersson, Sharon Dyall, Tommy Berntsson och Ulla Cocke | 15 mars 2008     |
| 642 - 3412 | Guldkväll Alhajl Jeng, Annica Järnum, Cecilia Ehrling, Emma Green, E.M.D., Eric Gadd, Erika Johansson, Johan Wissman, Julien Dauphin, Lennart Dahlgren, Linus Thörnblad, Lotta Schelin, Martin Lindberg, Peder Lamm, Robert Kronberg, Sarah Dawn Finer, Stefan Holm, Susanna Kallur, Thomas Pettersson och Thorliefs | 23 mars 2008     |
| 643 - 3413 | Alhaji Jeng, Barbados, Gunilla Backman, Ingela Stenqvist, Martin Falklind, Stefan Holm, Staffan Åberg, och Tomas Andersson Wij | 29 mars 2008     |
| 644 - 3414 | Ingela Forsman, Liselotte Stålberg, Martin Falklind, Steve Erikssons hotkvintett, Streaplers och Åsa Fång | 5 april 2008     |
| 645 - 3415 | Drifters, Morgan Alling, Sanna Nielsen och Staffan Åberg | 12 april 2008    |
| 646 - 3416 | Flamingokvintetten, Hugo Bauer, Martin Falklind, Per Hovensjö, Rolf Jardemark, Scandinavian String, Sibel, Tilda Bauer och Tobias Blom | 19 april 2008    |
| 647 - 3417 | Johan Falklind, Lasse Lindh, Maria Möller, Martin Falklind, Mats Sköldberg, Scandinavian String och Umberto Marcato | 26 april 2008    |
| 648 - 3418 | Nordman, Sven-Erics och Sylvia Vrethammar | 3 maj 2008       |
| 649 - 3419 | Bhonus, Galenskaparna och After Shave och Linda Lampenius | 10 maj 2008      |
| 650 - 3420 | Caracola och Tina Ahlin | 17 maj 2008      |
| 651 - 3421 | Face-84, Staffan Hellstrand och Uno Svenningsson | 24 maj 2008      |
| 652 - 3422 | Mats Bladhs, Stefan Andersson och Suzzie Tapper | 31 maj 2008      |
| 653 - 3423 | Bengan Janson, BWO, Jessica Andersson, Janne Loffe Carlsson, Jojje Wadenius, LaGaylia, Lasse Brandeby, Lasse Kronér, Lisa Miskovsky, Lotta Engberg, Mikael Tornving, Olof Lundh, Patrick Ekwall, Robert Wells, Sofia Källgren och Pugh Rogefeldt                                                                     | 5 juni 2008      |

### Säsong 35
| Nr         | Medverkande | Sändningsdatum    |
| ---------- | --- | ----------------- |
| 654 - 3501 | Peter Stormare, Anders Callmyr och Flamingokvintetten | 31 augusti 2008   |
| 655 - 3502 | Bert Karlsson, Magnus Kvintett, Molly Sandén och Stefan Rüdén | 7 september 2008  |
| 656 - 3503 | Christer Lindarw, Maria Bäckman, Raja Närhi, Towa Carson och Vivi-Anne Lindarw | 14 september 2008 |
| 657 - 3504 | Yvonne Ryding, Anders Ryding, Gunilla Axén, Hans Andersson. Harald Treutiger och Magnus Bäcklund | 21 september 2008 |
| 658 - 3505 | Guldkväll Lasse Berghagen, Daniel Lindström, Harald Treutiger, Heidi Bengtson, Jörgen Mörnbäck, Lasse Brandeby, Markus Fagervall och Sanna Nielsen                                                                              | 27 september 2008 |
| 659 - 3506 | Anna Book, Annika Sjöö, Bibbi Mathisson, David Watson, Maria Book och Pablo Cepeda | 5 oktober 2008    |
| 660 - 3507 | Thorleif Torstensson, Annika Sjöö, Janne Holm, Thorleifs och Towa Carson | 12 oktober 2008   |
| 661 - 3508 | Marit Paulsen, Annika Sjöö, Georg Sessler, Lisa Rydberg och Per Frizell | 19 oktober 2008   |
| 662 - 3509 | Nanne Grönvall, Annika Sjöö, Cecilia Vennersten, Kim Elf och Maha Idris | 26 oktober 2008   |
| 663 - 3510 | Loa Falkman, Annika Sjöö, Frank Ådahl, Harald Treutiger, Hellmans Drengar, Lasse Berghagen, Lave Beck-Friis och Mirek Dymitrow                                                                                                  | 2 november 2008   |
| 664 - 3511 | Sissela Kyle, Annika Sjöö, Boulevard-kören, Göran Thorell, Harald Treutiger, Lennart Jähkel och Niklas Andersson | 9 november 2008   |
| 665 - 3512 | Ragnar Dahlberg, Annika Sjöö, Drifters, Fredric Andersson, Harald Treutiger, Leif Lanner och Susanne Alfvengren | 16 november 2008  |
| 666 - 3513 | Lasse Holm, Annika Sjöö, Billy Gezon, Carin Koch, Harald Treutiger och Kikki Danielsson och Staffan Glemme | 23 november 2008  |
| 667 - 3514 | Charlotte Perrelli, Åge Appeltoft och Clara Hagman | 30 november 2008  |
| 668 - 3515 | Magnus Carlsson, Birgitta Simonson, Hasse Andersson och Hjördis Farstrand | 7 december 2008   |
| 669 - 3516 | Yannick Tregaro, Amy Diamond och Darin | 14 december 2008  |
| 670 - 3517 | Uppesittarkväll Christina Schollin, Hans Wahlgren, Anders Lundin, Benjamin Wahlgren-Ingrosso, Danny Saucedo, Drottning Silvia, Niclas Wahlgren, Linus Wahlgren, Pernilla Wahlgren, Sanna Nielsen, Shirley Clamp och Sonja Aldén | 23 december 2008  |

### Säsong 36
| Nr         | Medverkande | Sändningsdatum   |
| ---------- | --- | ---------------- |
| 671 - 3601 | Sven-Erik Magnusson, Annika Sjöö, Per-Ove Magnusson och Scotts                                                                                 | 11 januari 2009  |
| 672 - 3602 | Elisabeth Andreassen, Hanne Boel, Maria Andersson och Öckerö barnkör                                                                           | 18 januari 2009  |
| 673 - 3603 | Åsa Jinder, Anders Mårtensson, Annika Sjöö, Bengt Hennings och David Jinder                                                                    | 25 januari 2009  |
| 674 - 3604 | Anna Maria Corazza Bildt, Annika Sjöö, Eddie Oliva, Magnus Samuelsson, Umberto Marcato och Vojka Smiljanic-Djikic                              | 1 februari 2009  |
| 675 - 3605 | Thomas Pettersson, Annica Johansson, Annika Sjöö, Janne Andersson, Jimmy Nergårdena och The Fantastic Four                                     | 8 februari 2009  |
| 676 - 3606 | Kim Anderzon, Gertrude Nilsson, Jon Skolmen, Monica Dominique, Petra Nielsen och Shirley Clamp                                                 | 15 februari 2009 |
| 677 - 3607 | Runar Søgaard, Elin Lanto, Frank Søgaard, Göteborgs Gospelkör, Jessica Søgaard, Ole-Ivars och Tony Ferger                                      | 22 februari 2009 |
| 678 - 3608 | Patrik Sjöberg, Birgitta Sjöberg, E.M.D., Fredrik Ekholm, Harald Treutiger, Robert Wells, Thomas Eriksson och Thomas Jidhed                    | 1 mars 2009      |
| 679 - 3609 | Linda Bengtzing, Anna Hartman, Evy Thorbjörnson, Linnea Hall, Peter Johansson och Towe Widerberg                                               | 8 mars 2009      |
| 680 - 3610 | Björn Hellberg, Harald Treutiger, Mats Strandberg, The Buddy Holly Musical och Tommy Paulison                                                  | 15 mars 2009     |
| 681 - 3611 | Maria Lundqvist, CC & Lee, Gerd Lundqvist, Harald Treutiger och Lisbeth Olsson                                                                 | 22 mars 2009     |
| 682 - 3612 | Barbro "Lill-Babs" Svensson, Asta Hautaluoma, Birgitta Fors och Claes-Göran Hederström                                                         | 29 mars 2009     |
| 683 - 3613 | Markoolio, Annika Sjöö, David Bicho, Hans Martin, Philip Habbal, Pierre Eriksson och Viggo Hansson                                             | 5 april 2009     |
| 684 - 3614 | Maud Adams, Annika Sjöö, Eileen Ford, Elisabeth Ericson, Göteborg Wind Orchestra, Kevin Borg, LaGaylia Frazier, Malena Laszlo och Sten Nilsson | 12 april 2009    |
| 685 - 3615 | Peter Harryson, Annika Sjöö, Leif Edlund, Pia Edlund, The Boppers, Thomas Andersson och Thorbjörn Thyrsson                                     | 19 april 2009    |
| 686 - 3616 | Lasse Lönndahl, Annika Sjö, Helena Gedda och Louise Gerdtmann                                                                                  | 26 april 2009    |
| 687 - 3617 | Lars Lagerbäck, Annika Sjöö, Börje Näslund, Håkan Mild, Jörgen Mörnbäck, Niclas Alexandersson, Pontus Kåmark och Svenne Rubins                 | 3 maj 2009       |
| 688 - 3618 | Lill Lindfors Annika Sjöö, Birgitta Götestam, Petronella Wester, Tindra Wester och Torsten Lindfors                                            | 10 maj 2009      |
| 689 - 3619 | Streaplers, Annika Sjöö, Arvingarna, Elisabeth Andreassen, Gert Lengstrand                                                                     | 17 maj 2009      |
| 690 - 3620 | Tina Thörner, Andrés Esteche, Annika Sjöö och Susanne Kottulinsky                                                                              | 24 maj 2009      |
| 691 - 3621 | Anders Lundin, Annika Sjöö, Bosse Larsson, Hans Marklund och Vocalettes                                                                        | 31 maj 2009      |
| 692 - 3622 | Sven Melander, Annika Sjöö, Barbados, Johanna Toftby, Thomas Appelgren och Semestersabotörerna                                                 | 7 juni 2009      |
| 693 - 3623 | Alcazar, Maria Wigander, Mats Paulson, Mustafa Mohamed, Pierre Eriksson och Östen med resten                                                   | 14 juni 2009     |

### Säsong 37
| Nr         | Medverkande | Sändningsdatum    |
| ---------- | --- | ----------------- |
| 694 - 3701 | Robert Wells, Gerd Ekestubbe, Göran Lidström och Svenne & Lotta | 16 augusti 2009   |
| 695 - 3702 | Babben Larsson, Elisabeth Karlsson, Jan Bylund, Molly Sandén och Tomas Jonsson | 23 augusti 2009   |
| 696 - 3703 | Blossom Tainton, Erik Linder, Gladys del Pilar, Graham Tainton, Jejja Scipio och Kayo Shekoni | 30 augusti 2009   |
| 697 - 3704 | Peter Flack, Britt-Marie Rastman, Gunilla Åkesson, Lars Hellstrandh, Lasse Arlebo, Lena Petersson och Majvor Sellman | 6 september 2009  |
| 698 - 3705 | Caroline af Ugglas, Angelica Tamm, Kicki Grane och Lena Ramel | 13 september 2009 |
| 699 - 3706 | Täppas Fogelberg, Anja Kontor, Drifters, Lars-Gunnar Bäck, Liverpool och Margaretha Sundin | 20 september 2009 |
| 700 - 3707 | Christer Sjögren, Jill Johnson, Mimmi Sandén och Per Andersson | 26 september 2009 |
| 701 - 3708 | Anne-Lie Rydé, Agneta Willaume, Alice Gillgren, Carli Tornehave och Harald Treutiger | 4 oktober 2009    |
| 702 - 3709 | Pia Sundhage, Ann Hagberg, Emilia, Kent-Olof Josefsson, Marika Domanski Lyfors, Nicolas Herges och Torbjörn Nilsson och Victoria Svensson | 11 oktober 2009   |
| 703 - 3710 | Lili & Susie, Anders Tegner, Attack, Jessica Sandblom, Josefine Thuresson, Sandra Jacobsson och Totte Päivärinta | 18 oktober 2009   |
| 704 - 3711 | Eva Rydberg, Ewa Roos och Siw Carlsson | 25 oktober 2009   |
| 705 - 3712 | Måns Zelmerlöw, Fredrik Kempe, Fredrik Lindahl, Gino Vannelli, Sara Lindqvist och Solid Gospel | 1 november 2009   |
| 706 - 3713 | Bert-Åke Varg, Eva Bysing, Jennifer Brown, Pontus Varg, Staffan Nilsäter och Theo Lundström | 8 november 2009   |
| 707 - 3714 | Lars-Åke Wilhelmsson, After Dark, Emma Andersson, Frida Strömberg, Helene Strömberg och Monica Håkansson | 15 november 2009  |
| 708 - 3715 | Elisabet Höglund, Andra Generationen, Johnny Logan, Maria Stellas, Roland Snell och Vangelis | 22 november 2009  |
| 709 - 3716 | Magnus Wislander, Cerry Holmgren, Christina Lindberg, Dan Martinsson, Redbergslids A-Lag, Sonja Apelgren och Yohanna | 29 november 2009  |
| 710 - 3717 | Tommy Nilsson, Christian Rosenberg, Tommy Gällhagen, Thomas Löfgren, Stefan Nilsson och Zekes | 6 december 2009   |
| 711 - 3718 | Py Bäckman och Ulrik Munther | 13 december 2009  |
| 712 - 3719 | Björn Goop, Olle Goop och Highlights | 20 december 2009  |
| 713 - 3720 | Alcazar, Anders Andersson, Anders Eldeman, Bengt Alsterlind, Bert Karlsson, Drottning Silvia, E.M.D., Erik Grönwall, Eva Hedlund, Fibes, Oh Fibes!, Hanna Hedlund, Hans Brontén, Hans G Lindskog, Lasse Brandeby, Mia Törnblom, Rongedal, Sara Sommerfeld och Zillah & Totte | 23 december 2009  |

### Säsong 38
| Nr         | Medverkande | Sändningsdatum   |
| ---------- | --- | ---------------- |
| 714 - 3801 | Christer Björkman, Katrin Skoglund, Marie Arturén, Rose-Marie Sundberg, Sibel och Ulla Björkman                                                          | 10 januari 2010  |
| 715 - 3802 | Martin Stenmarck, Anna-Lena Brundin, Irene Wester, Lisa Solt, Magnus Palmberg, Mats Stenmarck, Niklas Edberger och Zeid Andersson                        | 17 januari 2010  |
| 716 - 3803 | Marcus Birro, Lennart Persson, Mads Clausen, Marcello Martinelli, Michael Krohné NEO och Sören Börjesson                                                 | 24 januari 2010  |
| 717 - 3804 | Malin Berghagen, Ingvar Oldsberg, Line Up Linedance, Mimmi Lange, Monica Alhonen, Staffan Götestam och The Playtones                                     | 31 januari 2010  |
| 718 - 3805 | Ingvar Oldsberg, Arne Hegerfors, Arne Scheie, Dansband för Haiti, Karolina Oldsberg Niskanen, Laila Oldsberg, Lars-Gunnar Björklund och Staffan Oldsberg | 7 februari 2010  |
| 719 - 3806 | Lottie Knutsson, Lars Zetterberg, Martin Zetterberg, Nathalie Azulay, Sylvia Wrethammar                                                                  | 14 februari 2010 |
| 720 - 3807 | Jessica Andersson, Christer Kempem, Mathias Holmgren och Thomas Pettersson                                                                               | 21 februari 2010 |
| 721 - 3808 | Grynet Molvig, Britt Knutsen, Kjell Karlsen, Laila Adéle, Mi Ridell och Paula Ternström                                                                  | 28 februari 2010 |
| 722 - 3809 | Robert Aschberg och Gentlemen | 7 mars 2010      |
| 723 - 3810 | Simon Davies, Tomas Cederlund, Erik Linder och Titanix                                                                                                   | 14 mars 2010     |
| 724 - 3811 | Amelia Adamo, Gösta Linderholm och Pauline Kamusewu | 21 mars 2010     |
| 725 - 3812 | Marie Picasso, Lisa G, Lisa N Peter Hane, Roger Pontare                                                                                                  | 28 mars 2010     |
| 726 - 3813 | The Fantastic Four, Joe Labero, Linda Bengtzing och Velvet                                                                                               | 4 april 2010     |
| 727 - 3814 | Alexander Schulman, Calle Schulman, Mikael Henkelman och Sanna Nielsen                                                                                   | 11 april 2010    |
| 728 - 3815 | Björn Ferry, Andra generationen, Conny Bloom, Dogge Doggelito, Lotta Engberg och Margareta Ferry                                                         | 18 april 2010    |
| 729 - 3816 | Christer Sjögren och Grease, Kenny Ludvigsson, Matz Nordlund och Urban Andersson                                                                         | 25 april 2010    |
| 730 - 3817 | Mona Sahlin och Arvingarna | 2 maj 2010       |
| 731 - 3818 | Stefan Andersson och Scotts | 9 maj 2010       |
| 732 - 3819 | Annika Jankell, Eva Eastwood och The Refreshments | 16 maj 2010      |
| 733 - 3820 | Elisabeth Tarras-Wahlberg och Cecilia Vennersten | 23 maj 2010      |
| 734 - 3821 | Lasse Stefanz och Bert Karlsson | 30 maj 2010      |
| 735 - 3822 | Anders Borg, Jenny Berggren och Johan Becker | 6 juni 2010      |
| 736 - 3823 | Electric Banana Band och Ola Svensson | 13 juni 2010     |

### Säsong 39
| Nr         | Medverkande | Sändningsdatum    |
| ---------- | --- | ----------------- |
| 737 - 3901 | Kjell Bergqvist och Alexander Rybak | 15 augusti 2010   |
| 738 - 3902 | Martin Timell, Arne Hegerfors och Olsen Brothers | 22 augusti 2010   |
| 739 - 3903 | Lotta Bromé, Alcazar och Shirley Clamp | 29 augusti 2010   |
| 740 - 3904 | Lasse Brandeby, Janne Josefsson, Nationalteatern och Sweets Shots | 5 september 2010  |
| 741 - 3905 | Anne-Lie Rydé och Lennie Norman | 12 september 2010 |
| 742 - 3906 | Thomas Ravelli, 10cc och Andreas Ravelli | 19 september 2010 |
| 743 - 3907 | Martina Haag, Jan Johansen och Jasmine Kara | 26 september 2010 |
| 744 - 3908 | Herman Lindqvist, Champions of Rock, Lars Erik Sundberg, Lars Roos och Linda Bengtzing | 3 oktober 2010    |
| 745 - 3909 | David Lega, Christina Ståhl, Jörgen Persson, Peter Hull och Timoteij | 10 oktober 2010   |
| 746 - 3910 | Drifters och Wizex | 17 oktober 2010   |
| 747 - 3911 | Jörgen Mörnbäck, Glenn Hysén, Pernilla Andersson och Ulf Wakenius | 24 oktober 2010   |
| 748 - 3912 | Pernilla Wahlgren, Catrine Jack, Helen Zethrin och Magnus Carlsson | 31 oktober 2010   |
| 749 - 3913 | Erica Johansson, Galenskaparna och After Shave och Paul Potts | 7 november 2010   |
| 750 - 3914 | Emma Wiklund, Anders Ekborg, G2, Malin Ebbesson, Jimmy Hedenström och Sten Chröder | 14 november 2010  |
| 751 - 3915 | Christer Sjögren, Elisabeth Andreassen, Gunhild Carling och Örebro Gospel | 21 november 2010  |
| 752 - 3916 | Georg Riedel, Lina Wisborg, Sarah Riedel, Åke Hedlund och Åsa Fång | 28 november 2010  |
| 753 - 3917 | Hans Rosenfeldt, Blues mothers, Carl Almgren, Gunilla Backman och Kent R Andersson | 5 december 2010   |
| 754 - 3918 | Kajsa Svensson, Nanne Grönvall, Sabina Elisson, Solid Gospel, Susanna Söderman och West of eden | 12 december 2010  |
| 755 - 3919 | Amy Diamond, Annica Thorberg, Anna Christoffersson, Bengt-Erik Larsson, Jessica Almenäs och Tommy Nilsson | 19 december 2010  |
| 756 - 3920 | Anders Eldeman, Björn Goop, Carl Almgren, Eva Rados, Gentlemen, Lasse Brandeby, Jessica Almenäs, Joakim Lövgren, Linda Bengtzing, Komodo, Måns Zelmerlöv, Rina Ranta, Roland Bauer, Sanna Nielsen, Shirley Clamp, Sonja Aldén, Thomas Järvheden och Tilde de Paula | 23 december 2010  |

### Säsong 40
| Nr         | Medverkande | Sändningsdatum   |
| ---------- | --- | ---------------- |
| 757 - 4001 | Rickard Olsson, Mattias Lindqvist, Richard Herrey, Peter Gentzel, Stefan Löfgren och Sissel Kyrkjebø                                                     | 9 januari 2011   |
| 758 - 4002 | Anders Fernette, Dajana Lööf och Mathias Holmgren | 16 januari 2011  |
| 759 - 4003 | Stig Malm, Elisas, Ingvar, Mari-Anne Hendberg och Stefan Odelberg                                                                                        | 23 januari 2011  |
| 760 - 4004 | Alexander Bard, Camilla Thulin, Gravitonas, Jean-Pierre Barda och Louise Gardtman                                                                        | 30 januari 2011  |
| 761 - 4005 | Göran Gabrielsson, Erik Blix, Josefin Glenmark, Magnus Carlsson, Peter Sundfeldt och The Moon Ray Quintet                                                | 6 februari 2011  |
| 762 - 4006 | Morgan "Mojje" Johansson, Sara Löfgren och Veronica Danko                                                                                                | 13 februari 2011 |
| 763 - 4007 | Ann-Louise Hansson, Barbro Svensson, Siw Malmkvist och Åsa Gessle                                                                                        | 20 februari 2011 |
| 764 - 4008 | Claes af Geijerstam, Bengt af Geijerstam och Elisabeth af Geijerstam, Michael Ruff och Mölndals Kulturskolas Storband                                    | 27 februari 2011 |
| 765 - 4009 | Thomas Di Leva, Fredric Ceson, Hans Fahlén och Peter Wahlbeck                                                                                            | 6 mars 2011      |
| 766 - 4010 | Hans Fahlén, Björn Westin, Geir Rönning, Schytts och Tollereds Gosskör                                                                                   | 13 mars 2011     |
| 767 - 4011 | Buggie, John Lindberg Trio och Spotnicks | 20 mars 2011     |
| 768 - 4012 | Sanna Nielsen, Bosse Carlsson, Christer Nielsen, Eva Jacobsson, Ingmarie Nielsen, Linn Hubertsson, Mia Persson Fioder, Sofia Johansson, Solid Gospel     | 27 mars 2011     |
| 769 - 4013 | Glenn Hysén, Jenny Silver, Kurt Hysén, Micke Syd, Nicke Borg och Tore Kullgren                                                                           | 3 april 2011     |
| 770 - 4014 | Louise Hoffsten, Carl Almgren, Lana Brunell, Lars Hoffsten, Marianne Hoffsten och Mikael Rickfors                                                        | 10 april 2011    |
| 771 - 4015 | Melody Club, Thorleifs och Ulrik Munther | 17 april 2011    |
| 772 - 4016 | Guldkväll Ace.of.Base, Arvingarna, Kikki Danielsson, Linda Pritchard, Svante Thuresson och Terry Spicer                                                  | 24 april 2011    |
| 773 - 4017 | Arvingarna, Erik Linder, Pierre Eriksson och Thomas Deutgen                                                                                              | 1 maj 2011       |
| 774 - 4018 | Ernst Kirchsteiger, Johan Ljung, Peter Backgren, The Playtones                                                                                           | 8 maj 2011       |
| 775 - 4019 | Berth Idoffs, Barbados, Gert Engstrand, Mats Carlsson, Sten Schröder och Willy Björkman                                                                  | 15 maj 2011      |
| 776 - 4020 | Johan Drevhage, Lasse Stefanz och The Moniker | 22 maj 2011      |
| 777 - 4021 | Frank Andersson, Conny Karlsson, Michael Learns to Rock och Streaplers                                                                                   | 29 maj 2011      |
| 778 - 4022 | Donnez, Jarl Carlsson, Lenas dagbok, Maracas barnkör och Ola Svensson                                                                                    | 5 juni 2011      |
| 779 - 4023 | Calle & The Undervalleys, Christofer Dahl, Curt-Eric Holmquist, Jan Bylund, Lasse Kronér, Lasse Holm, Lennart Pedersen, Team Lotta och Thomas Pettersson | 12 juni 2011     |

### Säsong 41
| Nr         | Medverkande | Sändningsdatum    |
| ---------- | --- | ----------------- |
| 780 - 4101 | Christer Sjögren | 14 augusti 2011   |
| 781 - 4102 | Johnny Logan och Roosarna | 21 augusti 2011   |
| 782 - 4103 | Sara Varga | 28 augusti 2011   |
| 783 - 4104 | Christina Lindberg, Jan Rundgren och Tone Norum | 4 september 2011  |
| 784 - 4105 | Flamingokvintetten | 11 september 2011 |
| 785 - 4106 | Sten & Stanley | 18 september 2011 |
| 786 - 4107 | Carl Almgren och Östen med resten | 25 september 2011 |
| 787 - 4108 | Jill Johnson | 2 oktober 2011    |
| 788 - 4109 | Daniel Lindström, Solid Gospel och Tommy Andersson | 9 oktober 2011    |
| 789 - 4110 | Top Cats | 16 oktober 2011   |
| 790 - 4111 | Drifters | 23 oktober 2011   |
| 791 - 4112 | Carina Jaarnek, Justin Shandor och Peter Jezewski | 30 oktober 2011   |
| 792 - 4113 | Calaisa | 6 november 2011   |
| 793 - 4114 | Titanix | 13 november 2011  |
| 794 - 4115 | Gunde Svan, Lasse Kronér, Leif "Loket" Olsson, Lotta Engberg, Rickard Olsson, Christer Sjögren, David Hellenius, Elisabeth Andreassen, Gert Eklund, Thomas Ravelli, Gunhild Carling, Harald Treutiger, Jan Scherman, Lasse Berghagen, Linda Bengtzing, Marie Serneholt, Peter Stormare, Sofia Wistam, och Solid Gospel                                                   | 17 november 2011  |
| 795 - 4116 | Playtones | 20 november 2011  |
| 796 - 4117 | Nanne Grönvall | 27 november 2011  |
| 797 - 4118 | Lars Vegas Trio och Lottie Knutsson | 4 december 2011   |
| 798 - 4119 | Amy Diamond | 11 december 2011  |
| 799 - 4120 | Claes af Geijerstam, Lotta Engberg och Nisse Hellberg | 18 december 2011  |
| 800 - 4121 | Alva Meijer, Ann Westin, Barbro Svensson, Björn Hellberg, Chalmers Sångkör, Erato, Herman Lindqvist, Jakob Eliasson, Jill Johnson, Justin Bieber, Kristin Kaspersen, Michael Bublé, Molly Sandén, Morgan Johansson, Niklas Hjulström, Peter Jihde, Robert Wells, Robin Stjernberg, Sofia Källgren, Tina Ahlin, Thomas Petersson, Tomas Ledin, Vocalettes och Youngblood. | 23 december 2011  |

### Säsong 42
| Nr         | Medverkande | Sändningsdatum   |
| ---------- | --- | ---------------- |
| 801 - 4201 | Amanda Fondell | 8 januari 2012   |
| 802 - 4202 | Lisa Werlinder | 15 januari 2012  |
| 803 - 4203 | Carl-Jan Granqvist, Håkan Hemlin och Robin Stjernberg | 22 januari 2012  |
| 804 - 4204 | Eva Eastwood, Larz-Kristerz och Roddy Benjaminson | 29 januari 2012  |
| 805 - 4205 | Arvingarna och Richard Herrey | 5 februari 2012  |
| 806 - 4206 | Barbados och Jenny Silver | 12 februari 2012 |
| 807 - 4207 | Linda Bengtzing, Peter Ståhlgren och Rickard Yxelflod | 19 februari 2012 |
| 808 - 4208 | Pernilla Wahlgren, Christer Majbäck och Rickard Olsson | 26 februari 2012 |
| 809 - 4209 | Chris Medina | 4 mars 2012      |
| 810 - 4210 | Afro-Dite | 11 mars 2012     |
| 811 - 4211 | Annika Sjöö och Matz Bladhs | 18 mars 2012     |
| 812 - 4212 | Sonja Aldén | 25 mars 2012     |
| 813 - 4213 | Elisas och Babsan | 1 april 2012     |
| 814 - 4214 | Leif "Loket" Olsson, Bert Karlsson, Charlotte Kalla, Christina Lindberg, Frank Andersson, Sanna Nielsen, Sean Banan, Sten & Stanley, Tomas Ledin, Ulrik Munther och Victoria Silvstedt | 8 april 2012     |
| 815 - 4215 | Abalone Dots, Top cats och Peter Sundfeldt | 15 april 2012    |
| 816 - 4216 | Rasmus Seebach | 22 april 2012    |
| 817 - 4217 | Streaplers | 29 april 2012    |
| 818 - 4218 | Cookies 'N' Beans | 6 maj 2012       |
| 819 - 4219 | The Boppers | 13 maj 2012      |
| 820 - 4220 | Thorleifs, Karl-Erik Nilsson och Marcus Allbäck | 20 maj 2012      |
| 821 - 4221 | Arvingarna och Gunhild Carling | 27 maj 2012      |
| 822 - 4222 | Timoteij | 3 juni 2012      |
| 823 - 4223 | Loa Falkman, Sara Löfgren, Jakob Samuel | 10 juni 2012     |

### Säsong 43
| Nr         | Medverkande | Sändningsdatum    |
| ---------- | --- | ----------------- |
| 824 - 4301 | Christer Sjögren, Sonja Aldén, Lotta Engberg, Curt-Eric Holmqvist och Hello Sweden | 12 augusti 2012   |
| 825 - 4302 | Bröderna Rongedal, Nanne Grönvall, Chess, Jesper Aspegren och Ulf "Tickan" Carlsson | 19 augusti 2012   |
| 826 - 4303 | Andreas Weise, Martina Granström, Claes af Geijerstam och Sara Axelsson | 26 augusti 2012   |
| 827 - 4304 | Sten & Stanley och Sofia Hyllengren | 2 september 2012  |
| 828 - 4305 | Black Jack, Jesper Aspegren, Per Hallin, Linnea Nilsson, Sara Walldin Nilsson och Tomas Jonsson | 9 september 2012  |
| 829 - 4306 | Anna Sahlin, Anna-Carin Ahlquist och Solid Gospel | 16 september 2012 |
| 830 - 4307 | Anne-Lie Rydé | 23 september 2012 |
| 831 - 4308 | Sara Varga och Thomas Bergström | 30 september 2012 |
| 832 - 4309 | Drifters, Jannez, Fredrik Ekblom och Thomas Deutgen | 7 oktober 2012    |
| 833 - 4310 | Donnez, Ingemar Arwidson och Mats Bergmans | 14 oktober 2012   |
| 834 - 4311 | Wizex, Lasse Sigfridsson och Roland Rosengren | 21 oktober 2012   |
| 835 - 4312 | Scotts och Flamingokvintetten | 28 oktober 2012   |
| 836 - 4313 | Robin Stjernberg | 4 november 2012   |
| 837 - 4314 | Top Cats och Jesper Aspegren | 11 november 2012  |
| 838 - 4315 | Lotta Engberg, Christer Sjögren, Gunhild Carling, Curt-Eric Holmquist och Lasse Kronér | 18 november 2012  |
| 839 - 4316 | Bengt Hennings och Erik Hamrén | 25 november 2012  |
| 840 - 4317 | Timotej och Erik Linder | 2 december 2012   |
| 841 - 4318 | Arvingarna, Tony Irving och Helge Skoog | 9 december 2012   |
| 842 - 4319 | John Lindberg Trio och West of Eden | 16 december 2012  |
| 843 - 4320 | Uppesittarkväll Tilde de Paula, Sanna Nielsen, Magnus Carlsson, Christer Sjögren, Lotta Engberg, Sean Banan, Leif "Loket" Olsson, Bengt Erlingsson, Dick Harrison, Peter Harryson, Patrik Norqvist, Ingvar Oldsberg, Björn Hellberg, Annika Andersson, Yohio, Göteborg Gospel, Sigrid Bárány, Tomas von Brömssen och Petra Hallberg | 23 december 2012  |
| 844 - 4321 | Leif "Loket" Olsson, Jessica Andersson, Gunhild Carling, Andreas Weise, Jill Johnson, Erik Hassle, Susan Boyle, Tollereds gosskör | 31 december 2012  |

### Säsong 44
| Nr         | Medverkande | Sändningsdatum   |
| ---------- | --- | ---------------- |
| 845 - 4401 | Lasse Stefanz | 6 januari 2013   |
| 846 - 4402 | Shirley Clamp | 13 januari 2013  |
| 847 - 4403 | Elisa's | 20 januari 2013  |
| 848 - 4404 | Babben Larsson | 27 januari 2013  |
| 849 - 4405 | Daniel Lemma och Franska Trion | 3 februari 2013  |
| 850 - 4406 | Andreas Lundstedt och Solid gospel | 10 februari 2013 |
| 851 - 4407 | Mary N'diaye, Sofia Hyllengren, Per Hovensjö och Rolf Jardemark | 17 februari 2013 |
| 852 - 4408 | Felicia Olsson, Zillah & Totte och Markus Lundgren | 24 februari 2013 |
| 853 - 4409 | Jasmine Kara | 3 mars 2013      |
| 854 - 4410 | Kevin Borg och Voices | 10 mars 2013     |
| 855 - 4411 | Henrik Åberg, Helene Nyberg, Christina Lindberg, Agnetha Vikenger, Thomas Enroth och Kennet Andersson | 17 mars 2013     |
| 856 - 4412 | Tommys, Mats Bergmans och Lennart Palm | 24 mars 2013     |
| 857 - 4413 | Linda Lampenius, Manuel Neuer, Martin Timell, Peter Jihde, Tilde de Paula Eby, Mikael Sandström, Eva Hamilton, Rickard Olsson, Joel Kinnaman, Fares Fares, Peter Siepen, Carolina Klüft, Twisted Feet, Cookies 'N' Beans, Martin Rolinski, Thomas Deutgen, Miriam Bryant, Babsan och Caroline af Ugglas | 31 mars 2013     |
| 858 - 4414 | Top Cats, Caroline Wennergren och Peter Sundfeldt | 7 april 2013     |
| 859 - 4415 | Chris Lindberg | 14 april 2013    |
| 860 - 4416 | Voize, Callinaz och Thomas Deutgen | 21 april 2013    |
| 861 - 4417 | Mingos, Deléns och Thomas Deutgen | 28 april 2013    |
| 862 - 4418 | Excess, Dreams och Thomas Deutgen | 5 maj 2013       |
| 863 - 4419 | Canyons, Framed och Thomas Deutgen | 12 maj 2013      |
| 864 - 4420 | Thomas Deutgen, Voize och Mingos | 19 maj 2013      |
| 865 - 4421 | Thomas Deutgen, Framed och Excess | 26 maj 2013      |
| 867 - 4422 | Thomas Deutgen, Voize och Framed | 2 juni 2013      |
| 868 - 4423 | Magnus Carlsson, Solid Gospel, Andra Generationen, Kee Marcello, Marie Serneholt och Thomas Deutgen | 9 juni 2013      |

### Säsong 45
| Nr         | Medverkande | Sändningsdatum    |
| ---------- | --- | ----------------- |
| 869 - 4501 | State of Drama, Malin Wollin, Kerstin Björkström och Marcus Gustafsson | 11 augusti 2013   |
| 870 - 4502 | Stefan Odelberg, Kerstin Björkström och Marcus Gustafsson | 18 augusti 2013   |
| 871 - 4503 | Marcus Gustafsson, Stefan Odelberg och Kerstin Björkström | 25 augusti 2013   |
| 872 - 4504 | Stefan Odelberg, Marcus Gustafsson och Kerstin Björkström | 1 september 2013  |
| 873 - 4505 | Stefan Odelberg, Marcus Gustafsson och Kerstin Björkström | 8 september 2013  |
| 874 - 4506 | Marcus Gustafsson, Stefan Odelberg, Kerstin Björkström och Alexandra Engen | 15 september 2013 |
| 875 - 4507 | Stefan Odelberg, Kerstin Björkström och Anders Gustafsson | 22 september 2013 |
| 876 - 4508 | Panetoz och Stefan Odelberg | 29 september 2013 |
| 877 - 4509 | Jasmine Kara och Stefan Odelberg | 6 oktober 2013    |
| 878 - 4510 | Iida och Magnus Carlsson | 13 oktober 2013   |
| 879 - 4511 | Erik Segerstedt och Cicci Demegård | 20 oktober 2013   |
| 880 - 4512 | Helena Paparizou och Isak Strand vs. TOE | 27 oktober 2013   |
| 881 - 4513 | Jessica Folcker | 3 november 2013   |
| 882 - 4514 | Martin Rolinski | 10 november 2013  |
| 883 - 4515 | Tommy Nilsson | 17 november 2013  |
| 884 - 4516 | Thomas Di Leva och Stockholm Strings | 24 november 2013  |
| 885 - 4517 | Calle Kristiansson och Nanne Grönvall | 1 december 2013   |
| 886 - 4518 | Jamie Meyer och Solid Gospel | 8 december 2013   |
| 887 - 4519 | Rongedal och Solid Gospel | 15 december 2013  |
| 888 - 4520 | Ingvar Oldsberg, Elisa Lindström, Rickard Söderberg, Anton Ewald, Jill Johnson, Det vet du!, Edward Blom, Jesper Rönndalh, Björn Ranelid, Chalmers sångkör, Gunhild Carling, Stefan Bruderer, Urs Liechti, Pia Sundhage, Hans G Lindskog, Fredrik Reinfeldt, Tobias Persson, Glenn Hysén och Stefan Hultman | 23 december 2013  |
| 889 - 4521 | Christer Sjögren, State of Drama, The Moniker, Robert Wells, Panetoz, Erik Segerstedt, Elisa Lindström, Niklas Hjalmarsson, Jessica Folcker, Thomas Petersson, Sten & Stanley, Malin Ewerlöf, Erika Johansson, Jessica Andersson, Awa, Himlaväsen, Stefan Odelberg, Anders Svensson och Staffan Olsson      | 31 december 2013  |

säsong1
| Nr         | gäster | Sändningsdatum tider         | TV-kanal | Tittarsiffror |
| ---------- | --- | ---------------------------- | -------- | ------------- |
| avsnitt 1  | carola häggquist Evelina olsen | 18 november 18.00-19.30 2023 | tv4      | 300 000       |
| avsnitt 2  | Lotta Engberg | 20 november 2023 18:30-22:30 | tv4      | 1 000 000     |
| avsnitt 3  | Elisa lindström | 23 november 2023 19:00-21:00 | svt1     | 300 000       |
| avsnitt 4  | Lotta Engberg | 24 november 2023 19:30-22:00 | tv4      | 900 000       |
| avsnitt 5  | Sara varga | 29 november 2023 18:00-19:30 | Sjuan    | 900 000       |
| avsnitt 6  | Arvingarna | 1 december 2023 20:00-21:00  | svt1     | 800 000       |
| avsnitt 7  | Saga | 4 december 2023 19:30-23:30  | tv4      | 2 000 000     |
| avsnitt 8  | ERIC GADD Sarah down finer Lotta Engberg Bettan | 5 december 2023 20:00-23:00  | Sjuan    | 3 000 000     |
| 898 - 4609 | Erik Segerstedt, Cool Baskers orkester och Cecilia Demegård | 2 mars 2014                  | Sjuan    | 166 000       |
| 899 - 4610 | Erik Segerstedt och Jasmine Kara | 9 mars 2014                  | Sjuan    | 198 000       |
| 900 - 4611 | Erik Segerstedt och Coxmen | 16 mars 2014                 | Sjuan    | 202 000       |
| 901 - 4612 | Erik Segerstedt och Mary N'diaye | 23 mars 2014                 | Sjuan    | 206 000       |
| 902 - 4613 | Streaplers och Linda Bengtzing | 30 mars 2014                 | Sjuan    | 150 000       |
| 903 - 4614 | Abalone Dots och Jan Bylund | 6 april 2014                 | Sjuan    | 168 000       |
| 904 - 4615 | Abalone Dots och Stiko Per Larsson | 13 april 2014                | Sjuan    | 190 000       |
| 905 - 4616 | Påskspecial med Miljonhjulet Christer Sjögren, Claes af Geijerstam, Himlaväsen, Annika Andersson, Linda Bengtzing, Magnus Carlsson, Thomas Järvheden, Patrik Norqvist och Oscar Zia | 20 april 2014                | TV4      | 335 000       |
| 906 - 4617 | Abalone Dots och Sara Hågman | 27 april 2014                | Sjuan    | 174 000       |
| 907 - 4618 | Arvingarna och Maria Rolf |                              | Sjuan    | 184 000       |
| 908 - 4619 | Arvingarna och Elisa Lindström | 11 maj 2014                  | Sjuan    | 162 000       |
| 909 - 4620 | Arvingarna och Anna Sköld | 18 maj 2014                  | Sjuan    | 178 000       |
| 910 - 4621 | Arvingarna och Erica Sjöström | 25 maj 2014                  | Sjuan    | 155 000       |
| 911 - 4622 | The Compleatles, Linda Bengtzing och Anna Stadling | 1 juni 2014                  | Sjuan    | 186 000       |
| 912 - 4623 | Sannex och Ulf Nilsson | 8 juni 2014                  | Sjuan    | 157 000       |
| 913 - 4624 | Sylvia Vrethammar, Elin Lanto, Alien, Thomas Ravelli, Peter Jihde, Ingvar Oldsberg, Björn Hellberg, Björn Ranelid, Stefan Odelberg och The Moniker                                  | 15 juni 2014                 | Sjuan    | 226 000       |

### Säsong 47
| Nr         | Medverkande | Sändningsdatum    | TV-kanal | Tittarsiffror |
| ---------- | --- | ----------------- | -------- | ------------- |
| 914 - 4701 | Robert Wells, Mathilda Lindström, Horace Engdahl, Glenn Hysén och Caroline Af Ugglas | 24 augusti 2014   | Sjuan    | 398 000       |
| 915 - 4702 | Robert Wells, Alexandra Rosén, Glenn Hysén, Björn Hellberg och Sofia Källgren | 31 augusti 2014   | Sjuan    | 296 000       |
| 916 - 4703 | Robert Wells, Filip Jers, Glenn Hysén, John Houdi, och Lill-Babs | 7 september 2014  | Sjuan    | 278 000       |
| 917 - 4704 | Robert Wells, Maria Lundqvist, Wizex, Alice Power, Horace Engdahl, Emil Sigfridsson, Ronja Lindberg, Lasse Sigfridsson och Glenn Hysén | 14 september 2014 | Sjuan    | 190 000       |
| 918 - 4705 | Robert Wells, Alice Power, Lennart Dahlgren, Henrik Larsson och Babben Larsson | 21 september 2014 | Sjuan    | 265 000       |
| 919- 4706  | Robert Wells, Camilla Läckberg, Magnus Lindblad, Maria Wells, och Vocalettes | 28 september 2014 | Sjuan    | 288 000       |
| 920 - 4707 | Paul Carrack, Jonas Lagerström, Horace Engdahl och Robert Wells | 5 oktober 2014    | Sjuan    | 196 000       |
| 921 - 4708 | Thorleif Torstensson, Elisa's, Morgan Karlsson och Ola-Conny Wallgren | 12 oktober 2014   | Sjuan    | 221 000       |
| 922 - 4709 | Pia Johansson, Åsa Jinder och Jon Henrik Fjällgren | 19 oktober 2014   | Sjuan    | 259 000       |
| 923 - 4710 | Johannes Brost, Erato, Horace Engdahl, Klasse Möllberg och Tyrolerorkestern | 26 oktober 2014   | Sjuan    | 291 000       |
| 924 - 4711 | Leif "Loket" Olsson, Pierre Eriksson, Christina Lindberg, Flamingokvintetten och Gunhild Carling | 2 november 2014   | Sjuan    | 445 000       |
| 925 - 4712 | Drifters, Svante Drake, Ingvar Oldsberg, Ann Wilson, Scotts och Lotta Engberg | 9 november 2014   | Sjuan    | 322 000       |
| 926 - 4713 | Lotta Engberg, Ingvar Oldsberg, Peter Johansson (artist), Jesper Sjöberg och Matilda Grün | 16 november 2014  | Sjuan    | 291 000       |
| 927 - 4714 | Elisabeth Höglund, Anna Blomberg, Lill och Freda' | 23 november 2014  | Sjuan    | 293 000       |
| 928 - 4715 | David Lega, Vici & Doggy, Horace Engdahl, Gubbröra, Solid Gospel, Sissel Kyrkjebø och The Fantastic Four | 30 november 2014  | Sjuan    | 288 000       |
| 929 - 4716 | Larz-Kristerz, Calle Kindbom, Hugo Johansson, Gubbröra, Anders Olofsson och Donnez | 7 december 2014   | Sjuan    | 288 000       |
| 930 - 4717 | Andreas Carlsson, Ronia Hedlund, Paul Stanley, Björn Hellberg, Gubbröra och Rigmor Gustafsson | 14 december 2014  | Sjuan    | 261 500       |
| 931 - 4718 | Uppesittarkväll Andreas Weise, Ace Wilder, Jan Rippe, Ralf Edström, Thomas Ravelli, Christian Olsson, Thomas Wernersson, Pontus Kåmark, Glenn Hysén, Andrea Sonderegger-Friemel, Rhapsody in Show Orchestra, Magnus Wislander, Bert Karlsson, Eddy Bengtsson, Jörgen Mörnbäck, Lasse Kronér, Peter Magnusson, Lotta Bromé, Stefan Bruder, Marie Hallbergson, Carl-Jan Granqvist, Anna Blomberg, Lisa Ajax, Tommy Körberg, Nanne Grönvall, Sissel Kyrkjebø, Robert Wells, The Vocalettes, Doug Seegers och David Hellenius | 23 december 2014  | TV4      | 1 259 000     |
| 932 - 4719 | NyårsBingo A Base, Himlaväsen, Caroline Af Ugglas, Sven-Bertil Taube, Lennart Dahlgren, Jörgen Mörnbäck, Gunhild Carling, Anders Ekborg och Maja Frydèn | 31 december 2014  | TV4      | 604 000       |

### Säsong 48
| Nr         | Medverkande | Sändningsdatum   | TV-kanal | Tittarsiffror |
| ---------- | --- | ---------------- | -------- | ------------- |
| 933 - 4801 | Britt Ekland, Victoria Sellers, Kalypso orkestern, Horace Engdahl och Klasse Möllberg | 4 januari 2015   | Sjuan    | 234 000       |
| 934 - 4802 | Klasse Möllberg, Lotta Engberg, Swingorkestern, Fabian Göransson, Horace Engdahl och Black Jack (musikgrupp) | 11 januari 2015  | Sjuan    | 267 000       |
| 935 - 4803 | Lotta Engberg, Lasse Holm, Fridha Lundell, Michael Bäck Band, The Fantastic Four, Torgny Söderberg och JTR | 18 januari 2015  | Sjuan    | 289 000       |
| 936 - 4804 | Lotta Engberg, Michael Bäck Band, Lasse Holm, Suzanne Axell, Maja Ljung, Anders Forsslund, Pierre Eriksson och Frida Lundell | 25 januari 2015  | Sjuan    | 272 000       |
| 937 - 4805 | Lotta Engberg, Lasse Holm, Michael Bäck Band, Arja Saijonmaa och Jens Hult | 1 februari 2015  | Sjuan    | 216 000       |
| 938 - 4806 | Kindbergs, Horace Engdahl, Matilda Brinck-Larsen, Joel Ramsdal, Mats Rådberg och Frida Boisen | 8 februari 2015  | Sjuan    | 259 000       |
| 939 - 4807 | Robert Wells, Magnus Bäcklund, Trollkarlen Gabriel, Red Hat Society och Bert Karlsson | 15 februari 2015 | Sjuan    | 260 000       |
| 940 - 4808 | Robert Wells, LaGaylia Frazier, Thomas Petersson, Solala och Annika Andersson | 22 februari 2015 | Sjuan    | 195 000       |
| 941 - 4809 | Robert Wells, Horace Engdahl, Solala, Hans Mosesson och Svenne Hedlund | 1 mars 2015      | Sjuan    | 255 000       |
| 942 - 4810 | Matz Bladhs, TT Grace, Tomas von Brömssen, Viveca Lärn och Sigrid Bárány | 8 mars 2015      | Sjuan    | 217 000       |
| 943 - 4811 | Robert Wells, Janne Schaffer, Johan Boding, Oskar Hammar och Lennie Norman | 15 mars 2015     | Sjuan    | 242 000       |
| 944 - 4812 | Robert Wells, Cecilia Vennersten, Maja Ljung, Horace Engdahl och Lena Maria Klingvall | 22 mars 2015     | Sjuan    | 235 000       |
| 945 - 4813 | Peter Stormare, Lennart Forsgren, Flamingokvintetten, Gentilia Pop och Robert Wells | 29 mars 2015     | Sjuan    | 199 000       |
| 946 - 4814 | Påskspecial Jessica Andersson, Erik Hamrén, Anna Haag, Emil Jönsson, Marcus Allbäck, Britt Ekland, Björn Hellberg, Mikael Persbrandt, Mona Sahlin, Göran Hägglund, Birgit Nilsson, Fredrik Skavlan, Tina Nordström, Elsa Oldsberg Niskanen, Kungälvs musikkår, Drillflickorna, Eddy Bengtsson, Leif "Loket" Olsson, Lennart Forsgren, Martin Stenmarck och Joe Labero | 5 april 2015     | TV4      | 457 000       |
| 947 - 4815 | Arvingarna, Plöj-Ingaz och Claes Månsson | 12 april 2015    | Sjuan    | 227 000       |
| 948 - 4816 | Roger Pontare, Belinda Olsson och Anticipation | 19 april 2015    | Sjuan    | 188 500       |
| 949 - 4817 | Caroline Wennergren, Dolly Style och Pernilla Wiberg, Lennart Forsgren och Horace Engdahl | 26 april 2015    | Sjuan    | 189 000       |
| 950 - 4818 | Smoke Rings Sister, Svängorkestern, Patrik Sjöberg och Klasse Möllberg | 3 maj 2015       | Sjuan    | 187 000       |
| 951 - 4819 | The Boppers, The Major Keys, Lotta Engberg, Tina Thörner och Eva Eastwood | 10 maj 2015      | Sjuan    | 167 000       |
| 952 - 4820 | Streaplers, Elisabeth Andreassen, Ingvar Oldsberg, Lotta Engberg och Tor Endresen | 17 maj 2015      | Sjuan    | 196 000       |
| 953 - 4821 | The Moniker, Lotta Engberg, Marie Bergman, Måns Zelmerlöw, Ulf Wagner och Bergman Family Band | 24 maj 2015      | Sjuan    | 145 000       |
| 954 - 4822 | David Lindgren, Lotta Engberg, Anne-Lie Rydé, Ingvar Oldsberg, Björn Hellberg, Lennart Forsgren, Klasse Möllberg, Alice Gillgren Rydé, Elisabeth Lindgren, Amanda Engberg och Malin Engberg | 31 maj 2015      | Sjuan    | 204 000       |
| 955 - 4823 | Torsten Jansson, Vildavästernorkestern, Horace Engdahl, Åsa Elmroth, Ulrica Messing, Klasse Möllberg och Dolbyz | 7 juni 2015      | Sjuan    | 154 000       |
| 956 - 4824 | Lasse Åberg, Timoteij, Sommarkören, Maja Ljung, Pierre Eriksson, Erik Linder, The Fantastic Four och Klasse Möllberg | 14 juni 2015     | Sjuan    | 159 000       |

### Säsong 49
| Nr         | Medverkande | Sändningsdatum    |
| ---------- | --- | ----------------- |
| 957 - 4901 | Robert Wells, Glenn Strömberg, Christer Sjögren, Horace Engdahl, Glenn Hysén, Mimmit Strömberg, Andreas Weise och Kristin Amparo | 23 augusti 2015   |
| 958 - 4902 | Claes Malmberg, Sylvia Vrethammar och Robert Wells | 30 augusti 2015   |
| 959 - 4903 | Martina Haag, Johnny Logan och Robert Wells | 6 september 2015  |
| 960 - 4904 | Orup och Lennart Palm | 13 september 2015 |
| 961 - 4905 | Leif "Loket" Olsson, Lennart Forsgren, Elisa Lindström och The Mule Skinner Band | 20 september 2015 |
| 962 - 4906 | Nanne Grönvall, Nova Miller, Horace Engdahl och Robert Wells | 27 september 2015 |
| 963 - 4907 | Özz Nûjen, Måns Möller, Ida Björnstad, Markus Rosenberg, Kikki Danielsson, Robert Wells och Lotta Engberg | 4 oktober 2015    |
| 964 - 4908 | Sissel Kyrkjebø, Maria Wells, Robert Wells, Solid Gospel och Sven Melander | 11 oktober 2015   |
| 965 - 4909 | Thomas Petersson, Lennart Forsgren, Horace Engdahl och Klasse Möllberg | 18 oktober 2015   |
| 966 - 4910 | The Legends, Robert Wells och Kattis Ahlström | 25 oktober 2015   |
| 967 - 4911 | Klasse Möllberg, Morgan Alling, Björn Ranelid och Barbados (musikgrupp) | 1 november 2015   |
| 968 - 4912 | Björn Ranelid, Klasse Möllberg, Pierre Eriksson, Lennart Forsgren, Lotta Engberg, Galenskaparna, After Shave och Drifters | 8 november 2015   |
| 969 - 4913 | Galenskaparna, Husvagnsorkestern, After Shave och Pierre Eriksson | 15 november 2015  |
| 970 - 4914 | Måns Zelmerlöw, Pierre Eriksson, Lee Winroth och Horace Engdahl | 22 november 2015  |
| 971 - 4915 | Suzanne Reuter, Martin Falklind, Pierre Eriksson, Cookies 'N' Beans och Peter Jöback | 29 november 2015  |
| 972 - 4916 | Niklas Strömstedt, Pierre Eriksson och Kristin Kaspersen | 6 december 2015   |
| 973 - 4917 | Wizex, Måns Bryntessonsgatans förskola, Michael Wiehe, Lasse Stefanz och Anna Book | 13 december 2015  |
| 974 - 4918 | Annika Andersson, Alica Andersson, Carl Jan Granqvist, Lotta Bromé, Robert Wells, Vocalettes, The Rhapsody In Snow Orchestra, Petra Marklund, Peter Jöback, Cookies ’N’ Beans, Just D, Måns Zelmerlöw och Lotta Engberg, Sthlm Soul Sisters, Stina Rautelin, Bingokören, Alvin Wanngård Evrén, Sean Lundgren, Lara Kayna, Lennart Forsgren, Martin Almgren, Sannah Bonde, Klasse Möllberg och Horace Engdahl | 23 december 2015  |
| 975 - 4919 | Michael Wiehe, Peter Brynolf, Jonas Ljung, Maria Lundqvist, Mollie Lindén och Lasse Stefanz | 31 december 2015  |

### Säsong 50
| Nr         | Medverkande | Sändningsdatum   |            |                                                                     |             |
| ---------- | --- | ---------------- | ---------- | ------------------------------------------------------------------- | ----------- |
| 976 - 5001 | Tommy Körberg, Pierre Eriksson och 4tunes | 10 januari 2016  |            |                                                                     |             |
| 977 - 5002 | Renée Nyberg, Pierre Eriksson, Lennart Forsgren och Triple & Touch                                                                                     | 17 januari 2016  |            |                                                                     |             |
| 978 - 5003 | Sannex, Staffan Lindeberg, Lasse Holm och Jessica Andersson                                                                                            | 24 januari 2016  |            |                                                                     |             |
| 979 - 5004 | Leif Mannerström, Alicia Andersson, Jesper Aspegren och Kristin Amparo                                                                                 | 31 januari 2016  |            |                                                                     |             |
| 980 - 5005 | Jersey Boys, Västra Villastan, Arvingarna, Linda Bengtzing och Casper Janebrink                                                                        | 7 februari 2016  |            |                                                                     |             |
| 981 - 5006 | Robert Wells, LaGaylia Frazier, Richardo och Torbjörn Nilsson, Glenn Hysén och Lennart Forsgren                                                        | 14 februari 2016 |            |                                                                     |             |
| 982 - 5007 | Robert Wells, Åsa Sandell, Jasmine Kara och Rongedal                                                                                                   | 21 februari 2016 |            |                                                                     |             |
| 983 - 5008 | Robert Wells, Lennie Norman och Molly Pettersson Hammar                                                                                                | 28 februari 2016 |            |                                                                     |             |
| 984 - 5009 | Titanix, Måns Möller, Casanovas och Horace Engdahl | 6 mars 2016      |            |                                                                     |             |
| 985 - 5010 | Annelie Pompe, Robert Wells, Kicki Danielsson, Krista Siegfrids, Sören Karlsson, Kristian Huselius, Khaddi Sagnia och Emma Green                       | 13 mars 2016     |            |                                                                     |             |
| 986 - 5011 | David Hellenius, Panetoz och Svenska Popkören | 20 mars 2016     |            |                                                                     |             |
| 987 - 5012 | Påskspecial Oscar Zia, Björn Hellberg, Lennart Forsgren, Ann-Louise Hanson, Towa Carson, Siw Malmkvist, Smokie, Christer Sjögren och Thomas Pettersson | 27 mars 2016     |            |                                                                     |             |
| 988 - 5013 | Hasse Andersson och Monica Forsberg | 3 april 2016     |            |                                                                     |             |
| 989 - 5014 | Kjell Bergqvist och Electric Banana Band | 10 april 2016    |            |                                                                     |             |
| 990 - 5015 | A Tribute to Dire Straits, Lennart Forsgren, Andreas Ravelli, Thomas Ravelli och Creedence Tribute                                                     | 17 april 2016    |            |                                                                     |             |
| 991 - 5016 | Lill-Babs, Lotta Engberg, Robert Wells och Mimi Werner                                                                                                 | 24 april 2016    |            |                                                                     |             |
| 992 - 5017 | Mickeys, Bert Karlsson, Streaplers, Larz-Kristerz, och Lotta Engberg                                                                                   | 1 maj 2016       |            |                                                                     |             |
| 993 - 5018 | Martin Almgren, Hasse Andersson, Lennart Forsgren, Sanna Nielsen, och Lotta Engberg                                                                    | 8 maj 2016       |            |                                                                     |             |
| 993 - 5018 | Martin Almgren, Hasse Andersson, Lennart Forsgren, Sanna Nielsen, och Lotta Engberg                                                                    | 8 maj 2016       | 994 - 5019 | Doug Seegers, Ingvar Oldsberg, Carl-Einar Häckner och Lotta Engberg | 15 maj 2016 |
| 995 - 5020 | Robert Wells, Maria Wells, Elsa Folkesson Lyons, Bim Hellström, Horace Engdahl, Magnus Carlsson och Dagny Carlsson                                     | 22 maj 2016      | 994 - 5019 | Doug Seegers, Ingvar Oldsberg, Carl-Einar Häckner och Lotta Engberg | 15 maj 2016 |
| 996 - 5021 | Caroline Af Ugglas och Martin Stenmarck | 29 maj 2016      |            |                                                                     |             |
| 997 - 5022 | Donnez, Maria Rolf, Joel Lundqvist, Erika Sjöström, Peter Forsberg, Marcus Allbäck och Kristian Huselius                                               | 5 juni 2016      |            |                                                                     |             |
| 998 - 5023 | Britt-Marie Mattsson, Sonja Aldén, Amelie Edvardsson och The Refreshments                                                                              | 12 juni 2016     |            |                                                                     |             |
| 999 - 5024 | Robert Wells, Jennie Benjaminsson, Björn Hellberg, Elisa Lindström, Horace Engdahl, Wiktoria och Peder Lamm                                            | 19 juni 2016     |            |                                                                     |             |

## Bingolotto plus

### Säsong 1
| Nr       | Medverkande                                      | Sändningsdatum |
| -------- | ------------------------------------------------ | -------------- |
| 1 - 101  | Sten Nilsson                                     | 15 mars 2003   |
| 1 - 101  | Sten Nilsson                                     | 16 mars 2003   |
| 2 - 102  | Titti Sjöblom                                    | 22 mars 2003   |
| 2 - 102  | Titti Sjöblom                                    | 23 mars 2003   |
| 3 - 103  | Owe Thörnqvist och Stefan Ljungqvist             | 29 mars 2003   |
| 3 - 103  | Owe Thörnqvist och Stefan Ljungqvist             | 30 mars 2003   |
| 4 - 104  | Sanna Nielsen                                    | 5 april 2003   |
| 4 - 104  | Sanna Nielsen                                    | 6 april 2003   |
| 5 - 105  | Sanna Nielsen, Susanne Ljungskog och Simply Red. | 12 april 2003  |
| 5 - 105  | Sanna Nielsen, Susanne Ljungskog och Simply Red. | 13 april 2003  |
| 6 - 106  | Lill-Babs                                        | 19 april 2003  |
| 6 - 106  | Lill-Babs                                        | 20 april 2003  |
| 7 - 107  | Lill Lindfors och Peter Flack                    | 26 april 2003  |
| 7 - 107  | Lill Lindfors och Peter Flack                    | 27 april 2003  |
| 8 - 108  | Kalle Moraeus och Orsa Spelmän                   | 3 maj 2003     |
| 8 - 108  | Kalle Moraeus och Orsa Spelmän                   | 4 maj 2003     |
| 9 - 109  | Sofia Källgren och Vikingarna                    | 10 maj 2003    |
| 9 - 109  | Sofia Källgren och Vikingarna                    | 11 maj 2003    |
| 10 - 110 | Björn Skifs och Jan Johansen                     | 17 maj 2003    |
| 10 - 110 | Björn Skifs och Jan Johansen                     | 18 maj 2003    |
| 11 - 111 | Peter Harryson och Sven-Bertil Taube             | 24 maj 2003    |
| 11 - 111 | Peter Harryson och Sven-Bertil Taube             | 25 maj 2003    |
| 12 - 112 | Gösta Linderholm och Hasse Andersson             | 31 maj 2003    |
| 12 - 112 | Gösta Linderholm och Hasse Andersson             | 1 juni 2003    |
| 13 - 113 | Siw Carlsson och Sven-Ingvars                    | 7 juni 2003    |
| 13 - 113 | Siw Carlsson och Sven-Ingvars                    | 8 juni 2003    |

### Säsong 2
| Nr       | Medverkande                                                           | Sändningsdatum         |
| -------- | --------------------------------------------------------------------- | ---------------------- |
| 14 - 201 | Kent Finell och Siw Malmkvist                                         | 30 och 31 augusti 2003 |
| 15 - 202 | Owe Thörnqvist                                                        | 6 och 7 september 2003 |
| 16 - 203 | Jeja Sundström                                                        | 13 september 2003      |
| 16 - 203 | Jeja Sundström                                                        | 14 september 2003      |
| 17 - 204 | Peter Lundblad                                                        | 20 september 2003      |
| 17 - 204 | Peter Lundblad                                                        | 21 september 2003      |
| 18 - 205 | Lena Philipsson                                                       | 27 september 2003      |
| 18 - 205 | Lena Philipsson                                                       | 28 september 2003      |
| 19 - 206 | Karin Glenmark                                                        | 4 oktober 2003         |
| 19 - 206 | Karin Glenmark                                                        | 5 oktober 2003         |
| 20 - 207 | Christer Björkman                                                     | 11 oktober 2003        |
| 20 - 207 | Christer Björkman                                                     | 12 oktober 2003        |
| 21 - 208 | Christer Sjögren                                                      | 18 oktober 2003        |
| 21 - 208 | Christer Sjögren                                                      | 19 oktober 2003        |
| 22 - 209 | Laila Westersund                                                      | 25 oktober 2003        |
| 22 - 209 | Laila Westersund                                                      | 26 oktober 2003        |
| 23 - 210 | Jill Johnson                                                          | 1 november 2003        |
| 23 - 210 | Jill Johnson                                                          | 2 november 2003        |
| 24 - 211 | Charlie Norman                                                        | 8 november 2003        |
| 24 - 211 | Charlie Norman                                                        | 9 november 2003        |
| 25 - 212 | Thore Skogman                                                         | 15 november 2003       |
| 25 - 212 | Thore Skogman                                                         | 16 november 2003       |
| 26 - 213 | Åsa Jinder                                                            | 22 november 2003       |
| 26 - 213 | Åsa Jinder                                                            | 16 november 2003       |
| 27 - 214 | Gösta Linderholm                                                      | 29 november 2003       |
| 27 - 214 | Gösta Linderholm                                                      | 30 november 2003       |
| 28 - 215 | Gunilla Åkesson                                                       | 6 december 2003        |
| 28 - 215 | Gunilla Åkesson                                                       | 7 december 2003        |
| 29 - 216 | Arne Weise                                                            | 13 december 2003       |
| 29 - 216 | Arne Weise                                                            | 14 december 2003       |
| 30 - 217 | Lasse Brandeby, Harald Treutiger, Östen Eriksson och Sofia Rågenklint | 23 december 2003       |
| 30 - 217 | Lasse Brandeby, Harald Treutiger, Östen Eriksson och Sofia Rågenklint | 24 december 2003       |

### Sommarbingo
| Nr | Sändningsdatum  |
| -- | --------------- |
| 1  | 6 juni 1998     |
| 2  | 13 juni 1998    |
| 3  | 20 juni 1998    |
| 4  | 27 juni 1998    |
| 5  | 4 juli 1998     |
| 6  | 11 juli 1998    |
| 7  | 18 juli 1998    |
| 8  | 25 juli 1998    |
| 9  | 1 augusti 1998  |
| 10 | 8 augusti 1998  |
| 11 | 15 augusti 1998 |

### Bingolottos sommarnöje
| Nr | Medverkande         | Sändningsdatum |
| -- | ------------------- | -------------- |
| 1  | Peter Harryson      | 10 juni 2001   |
| 2  | Anja Persson        | 17 juni 2001   |
| 3  | Robert Wells        | 24 juni 2001   |
| 4  | Sven Göran Eriksson | 1 juli 2001    |
| 5  | Ingvar Carlsson     | 8 juli 2001    |
| 6  | Gudrun Schyman      | 15 juli 2001   |
| 7  | Bert Karlsson       | 22 juli 2001   |
| 8  | Lill-Babs           | 29 juli 2001   |